# Rysy
Rysy (în slovacă  și poloneză Rysy) este un munte din masivul Tatra Mare situat în nordul Slovaciei și în sudul Poloniei, pe linia de frontieră dintre cele două țări. Rysy are trei vârfuri, cel mai înalt fiind cel mijlociu (2.501 m), situat în Slovacia. Vârful nord-vestic (2.499 m), situat pe graniță, reprezintă punctul de maximă altitudine din Polonia. Al treilea vârf, cel sud-estic (2.472 m), este de asemenea situat pe teritoriul Slovaciei.
Vârful nord-vestic al muntelui Rysy (2.499 m) este cel mai înalt vârf din Coroana Munților Polonezi (în poloneză Korona Gór Polski), o listă a celor mai înalte 28 de vârfuri din lanțurile montane poloneze.

## Toponimie
Numele Rysy nu provine, așa cum se poate crede, de la couloir-ul de 300 de metri înălțime, clar vizibil în masivul montan, denumit Rysa (în germană Risse, în traducere „fisură” sau „crăpătură”), ci de la versanții canelați ai întregului complex montan. Numele a fost dat de muntenii polonezi și a fost folosit cel puțin de la începutul secolului al XIX-lea. În 1827, un turist german menționa „fisurile sau crăpăturile de stâncă („risse”), pline cu zăpadă veșnică, [care] ajung de la creasta principală până la suprafața Lacului Negru (Czarny Staw)”. Ulterior, turiștii polonezi au folosit denumirea Rysy pentru a desemna întreaga creastă care înconjoară bazinul Lacului Negru (în poloneză Czarnego Staw): „Rysy este creasta care înconjoară Lacul Negru” (Feliks Berdau, 1855), „Roci uriașe numite Rysy [...] înconjoară lacul într-un semicerc” (Maria Steczkowska, 1858), „Acest lac este înconjurat de stânci uriașe numite Rysy” (Onufry Trembecki, 1861), „Stânci colțuroase și sălbatice numite Rysy înconjoară Lacul Negru” (Walery Eljasz, 1873). La mijlocul secolului al XIX-lea, turiștii vorbitori de limbă germană din Ungaria au început să folosească numele „Meeraugspitze” pentru vârf, în timp ce polonezii, pe măsură ce alpinismul s-a dezvoltat și denumirile formațiunilor montane individuale de creastă s-au înmulțit, au restrâns utilizarea numelui Rysy pentru a desemna cel mai înalt vârf al crestei, după cum nota Tytus Chałubiński: "Vârful care se află deasupra (...) Lacului Negru se numește Rysy, turiștii maghiari și germani îl numesc Morskookim Szczytem (Meer-Augenspitze), iar slovacii îl numesc Waga”.
În germană și maghiar vârful este denumit „Vârful ochiului de mare” (în germană Meeraugspitze, în maghiară Tengerszem-csúcs), după lacul glaciar situat la poalele nordice ale muntelui, numit „Ochiul mării”, Morskie Oko în poloneză.

## Topografie
Primele măsurători ale înălțimii muntelui Rysy au fost efectuate pe la mijlocul secolului al XIX-lea folosind o metodă barometrică foarte imprecisă, fără împărțire în vârfuri individuale, obținându-se o valoare semnificativ subestimată de 2.309 m deasupra nivelului mării. Drept urmare, Świnica a fost considerat temporar cel mai înalt vârf din Polonia al munților Tatra, prima măsurare a acestuia având loc în 1867 și ducând la un rezultat de 2.336 m (măsurătorile cartografice militare austriece efectuate începând cu anii 1870 au dat rezultate relativ egale) care a fost acceptat cu mici rezerve până în vremuri recente, măsurătorile geodezice din 2022 stabilind o valoare a înălțimii de 2.302 m.
În anii 2010, dezvoltarea tehnicilor de geodezie prin satelit a făcut posibilă verificarea și actualizarea valorilor raportate anterior. În 2019, specialiștii de la Academia de Știință și Tehnologie AGH din Cracovia, ca parte a proiectului de cercetare „O sută în Coroană” (în poloneză Setka w Koronie), au măsurat înălțimile celor mai importante 28 de vârfuri montane din Polonia (care formează Coroana munților polonezi), combinând tehnici LIDAR, pentru identificarea inițială a potențialelor cele mai înalte puncte ale muntelui și GNSS pentru măsurarea efectivă, în scopul obținerii unor rezultate cât mai fiabile. În lucrarea publicată, autorii au menționat că niciuna dintre aceste metode nu ar fi fost suficientă dacă ar fi fost singura utilizată. Înălțimea calculată a vârfului de pe graniță al muntelui Rysy a fost de 2.499,0 m (utilizând sistemul de înălțime Kronstadt) cu o eroare de măsurare de 10 cm.
Cele mai recente măsurători geodezice, efectuate în anul 2020 de cercetătorii de la Universitatea de Științe ale Mediului și Vieții din Wrocław, folosind un model geoid mai precis decât cel folosit la măsurătorile din 2019, au condus la un rezultat de 2.499,44 ±0.05 m utilizând sistemul de referință Amsterdam, respectiv 2.499,27 ±0,05 m utilizând sistemul de referință Kronstadt.
Cel mai înalt vârf, cel mijlociu, se ridică la o altitudine de 2.500,91 ±0,05 m utilizând sistemul de referință Amsterdam, adică cu aproximativ 1,5 m mai mult decât vârful de pe frontieră. Vârful principal este situat pe partea slovacă, la fel ca și cel sud-estic care măsoară 2.472 m, valoare cu un metru mai mică decât cea rezultată la măsurarea anterioară, de 2.473 m.
Muntele Rysy se caracterizează printr-o înălțime relativă mare, ridicându-se peste 1.100 de metri deasupra suprafeței lacului Morskie Oko. Granița de pe vârf dintre Polonia și Slovacia poate fi trecută între 16 iunie și 31 octombrie, pentru că doar în această perioadă este deschis traseul pe partea slovacă. După ce Polonia și Slovacia au aderat la spațiul Schengen în 2007, punctul de trecere a frontierei turistice din Rysy a fost închis, deoarece conform prevederilor acordului, granițele țărilor Schengen pot fi trecute liber în orice loc.

## Istoric

### Evoluția graniței
În urma presiunii din partea colonizării poloneze din nord, dinastia Árpád a integrat regiunile Spiš și Liptov în Regatul Ungariei, cu scopul de a-și întări granițele la sud de munții Tatra.
Lacul Morskie Oko a fost multă vreme subiect de dispută cu privire la flancul nordic al muntelui datorită interpretării unui text datând din anul 1320. Începând cu anul 1589, ungurul György Horváth-Palocsay stăpânea în numele regelui Poloniei o parte din regiunea Podhale, cea mai sudică regiune a Poloniei, situată la poalele munților Tatra. În 1769, Regatul Ungariei a revendicat un teritoriu situat între râul Biela și Rybi Potok, ocupînd zona râului Biela, pe creasta secundară la nord de muntele Rysy. În 1772, în timpul primei divizări a Poloniei, aceste teritorii au fost integrate definitiv în partea maghiară a Monarhiei Habsburgice. Stăpânirea teritoriului situat între creastă și Rybi Potok a fost consolidată prin anexarea în 1795 a Galiției. Controversa a reapărut în 1890 în urma unei dispute între proprietari privați care a dus la intervenția jandarmilor maghiari înarmați pe malul lacului Morskie Oko, un act considerat ilegal de către austrieci. La 15 septembrie 1902, o comisie internațională a stabilit granița dintre părțile austriece și maghiare ale Austro-Ungariei. Această decizie a plasat lacul Morskie Oko în Galiția, granița corespunzând actualei linii de frontieră dintre Polonia și Slovacia din zona munților Tatra.
În octombrie 1938, în urma Acordului de la München, Cehoslovacia a trebuit să cedeze teritorii Poloniei. Unul dintre acestea includea Tatranská Javorina și versantul nord-estic al muntelui Rysy. Ocupația a fost de scurtă durată deoarece statul slovac, proclamat în martie 1939, s-a aliat cu Germania nazistă în septembrie 1939 și a reocupat teritoriile pierdute cu mai puțin de un an înainte. În această scurtă perioadă, Rysy a fost depășit de Ľadový štít (în poloneză Lodowy Szczyt, 2.627 m) ca cel mai înalt punct din Polonia.

### Prima ascensiune
Prima ascensiune cunoscută a fost reușită de germanul slovac Eduard David Blásy și ghidul Ján Ruman-Driečny în 1840. Prima ascensiune de iarnă a fost efectuată pe 10 aprilie 1884 de alpinistul și generalul german Theodor Wundt și ghidul Jakub Horvay.

### Alte ascensiuni
În 1899, savantul polonez-francez de renume mondial Marie Curie-Skłodowska și soțul ei Pierre au urcat pe vârf, fiind urmați în 1913 de liderul bolșevic de mai târziu al Revoluției din Octombrie, Vladimir Ilici Lenin, în timpul exilului său în Polonia. În perioada socialismului din Cehoslovacia s-au organizat ascensiuni anuale pe muntele Rysy în cadrul manifestărilor denumite Întâlnirea Internațională a Tineretului Rysy (în slovacă Medzinárodné stretnutie mládeže Rysy), la care participau în jur de 4.000 de turiști în cele trei zile de ascensiune. După 1990, acest eveniment anual a fost reluat, dar fiind depolitizat, participarea nu mai este atât de numeroasă, ceea ce este benefic pentru mediul natural.

## Geografie

Muntele Rysy este situat în partea de est a munților Tatra, parte a lanțului montan Carpați, pe linia de frontieră dintre Polonia și Slovacia, vârful său principal fiind situat pe partea slovacă a graniței. Partea slovacă a muntelui aparține administrativ de orașul Vysoké Tatry din nordul districtului Poprad, iar partea poloneză de municipalitatea Bukowina Tatrzańska din sudul voievodatului Polonia Mică. Muntele se află la 100 de kilometri nord-vest de Košice, al doilea oraș al Slovaciei, la 250 de kilometri nord-est de Bratislava și la 100 de kilometri sud de Cracovia. Creasta muntelui include trei vârfuri, dintre care două sunt situate în întregime în Slovacia iar unul pe linia de graniță cu Polonia. Vârfurile aflate pe teritoriul slovac sunt cel situat spre sud-est (2.472 m) și cel din mijloc (2.501 m), vârful de pe linia de frontieră fiind cel dinspre nord-vest, cu o altitudine de 2.499 metri, constituind cel mai înalt punct din Polonia.
Vârful nord-vestic face parte din creasta principală a masivului Tatra Mare, la sud-est de lacul Morskie Oko, la intersecția cu o creastă secundară orientată spre nord care servește drept graniță între cele două state și include vârfurile Malé Rysy (2.430 m), Veľký Žabí (2.259 m) și Nižný Žabí (2.098 m). Linia de frontieră continuă pe creasta principală dinspre vest, primele vârfuri întâlnite în această direcție fiind Žabí Kôň (2.291 m) și Žabia veža (2.335 m). De la Rysy, creasta principală a munților Tatra Mare urcă spre sud, spre Ťažký štít (2.520 m) și Vysoká (2.547 m), ambele situate pe teritoriul slovac.

### Geologie
Munții Tatra se numără printre munții formați în urma orogenezei alpine, reprezentând din punct de vedere geologic un lanț montan relativ tânăr, format prin încrețire la sfârșitul terțiarului, adică acum 5-20 de milioane de ani. Miezul lor este format din roci magmatice, în principal granit, pe alocuri acoperit cu dolomit si calcar.
Muntele Rysy are un relief stâncos alpin format din granodiorit aparținând unității geologice Tatricum. Această unitate geologică este prezentă peste cea mai mare parte a masivului Tatra Mare și provine din sedimente prealpine de la începutul paleozoicului până în mezozoic. În văi sunt prezente depozite de eroziune din pleistocen și holocen. Aceste sedimente sunt alternativ aluviale și glaciare, în funcție de ciclurile climatice.
Relieful este puternic marcat de perioadele glaciare. Ghețarul din valea râului Biela, a cărui zonă de acumulare era situată la nord-est de Rysy, ajungea până la 13 kilometri lungime și 300 de metri grosime. La poalele de nord-vest ale muntelui, ghețarul, care atingea până la 10,7 kilometri lungime, a format cele mai mari două lacuri de origine glaciară din Tatra Mare. Ghețarul de pe versantul sudic avea dimensiuni mai reduse. În pleistocen, munții Tatra au fost de mai multe ori acoperiți de gheață, glaciațiunile succesive imprimând forma actuală a acestor munți de pe ambele părți ale graniței, formând vârfuri, văi glaciare, circuri, amfiteatre, cascade si lacuri glaciare.

### Climă
Pe munte nu există o stație meteo, cele mai apropiate stații de altitudine sunt pe Lomnický štít (2.635 m) în Tatra Mare din Slovacia și Kasprowy Wierch (1.989 m) în Tatra de Vest, la granița dintre Slovacia și Polonia.
Clima pe vârf este de tip montan caracterizată prin peste 200 de zile de îngheț, zăpada menținându-se aproximativ 290 de zile pe an. Panta poloneză, spre nord, este notabil mai rece, condiții echivalente de temperatură găsindu-se cu 200 de metri mai sus pe versantul slovac. De asemenea, versantul sudic este mai expus la vânturile predominante și, prin urmare, este mai umed decât versantul nordic. Aceste condiții climatice de pe versantul nordic favorizează menținerea stratului de zăpadă la altitudini de peste 2.200 de metri, ceea ce înseamnă că dacă s-ar fi îndeplinit toate condițiile geomorfologice s-ar fi putut dezvolta un mic ghețar.

## Rezervația biosferei Tatra
Programul Omul și Biosfera (Man and the Biosphere Programme - MAB) este un program științific interguvernamental, lansat în 1971 de UNESCO, care își propune să stabilească o bază științifică pentru îmbunătățirea relațiilor dintre oameni și mediul lor. 
Tatra este o rezervație a biosferei transfrontalieră situată în nordul Slovaciei și în sudul Poloniei care include două parcuri naționale (categoria a II-a IUCN) situate în munții Tatra, de ambele părți ale graniței dintre cele două state. Parcul național Tatra din Polonia (Tatrzański Park Narodowy, ID WDPA: 67748) are o suprafață de 179,06 km2 și a fost înființat în 1954 în extremitatea sud-vestică a voievodatului Polonia Mică. Parcul Național Tatra din Slovacia (Tatranský národný park, ID WDPA: 67751) are o suprafață de 1.056,6 km2 și a fost înființat în 1949 pe teritoriul regiunilor Žilina și Prešov. Pe teritoriul acestui parc se găsește cel mai înalt vârf montan din Slovacia, din munții Tatra și din munții Carpați - vârful Gerlachovský (2.655 m). Tatra acoperă cinci zone climatice, obiectivul principal al rezervației biosferei Tatra fiind protejarea caracterului alpin al celui mai înalt masiv din lanțul munților Carpați. Dintre cele aproape 1.300 de specii de plante din Tatra, cele mai valoroase sunt cele 27 de specii endemice și sub-endemice. Există, de asemenea, numeroase relicve ale florei pliocene și glaciare. Din anul 2000, populația de capre negre a crescut cu aproape 850 de exemplare datorită eforturilor depuse în cadrul Proiectului de salvare a caprelor negre din munții Tatra (Tatra Chamois Rescue Project).
Rezervația biosferei Tatra include o populație de peste 40.000 de locuitori, dintre care marea majoritate trăiește în partea slovacă. Sectorul turismului și managementul pădurilor reprezintă principalele forme de angajare în muncă. În ultimii ani, turismul a cunoscut o dezvoltare semnificativă. Au fost modernizate stațiunile de iarnă existente, au fost construite noi pârtii și hoteluri și au fost introduse echipamente de transport. Dacă în trecut, sezonul de vară era cel mai popular în rândul turiștilor, modernizarea recentă a facilităților destinate sporturilor de iarnă a avut ca rezultat o creștere a numărului vizitatorilor în perioada rece.

### Floră
În parcul național din Polonia, aproximativ 70% din suprafață este acoperită de păduri și tufe de pin de munte, iar restul de 30% sunt pajiști alpine, stânci și apă. Aproape 11.500 ha sunt strict protejate. Vegetația din Tatra poloneză cuprinde cca. 1.000 de specii de plante vasculare, peste 450 de taxoni, dintre care 200 sunt plante endemice în Polonia.
Până la 1.250 de metri se găsesc în principal păduri de brad argintiu (Abies alba) și fag (Fagus sylvatica). Zonele mai înalte, până la 1.550 de metri, sunt acoperite cu păduri de molid (Picea abies) și se transformă treptat în pajiști alpine la altitudini de până la 1.800 de metri. Zonele cele mai înalte, situate la altitudini de peste 1.800 de metri, includ habitate de floră alpină. Printre speciile tipice de floră sunt incluse exemplare de pin (Pinus cembra), floare de colț (Leontopodium alpinum), ciurul zânelor (Carlina acaulis), garofiță de ghețar (Dianthus glacialis), sisinel de munte (Pulsatilla alpina), brândușă de munte (Crocus vernus) și mai multe specii de gențiană precum ghințurica (Gentiana frigida).

Floră din Parcul Național Tatra
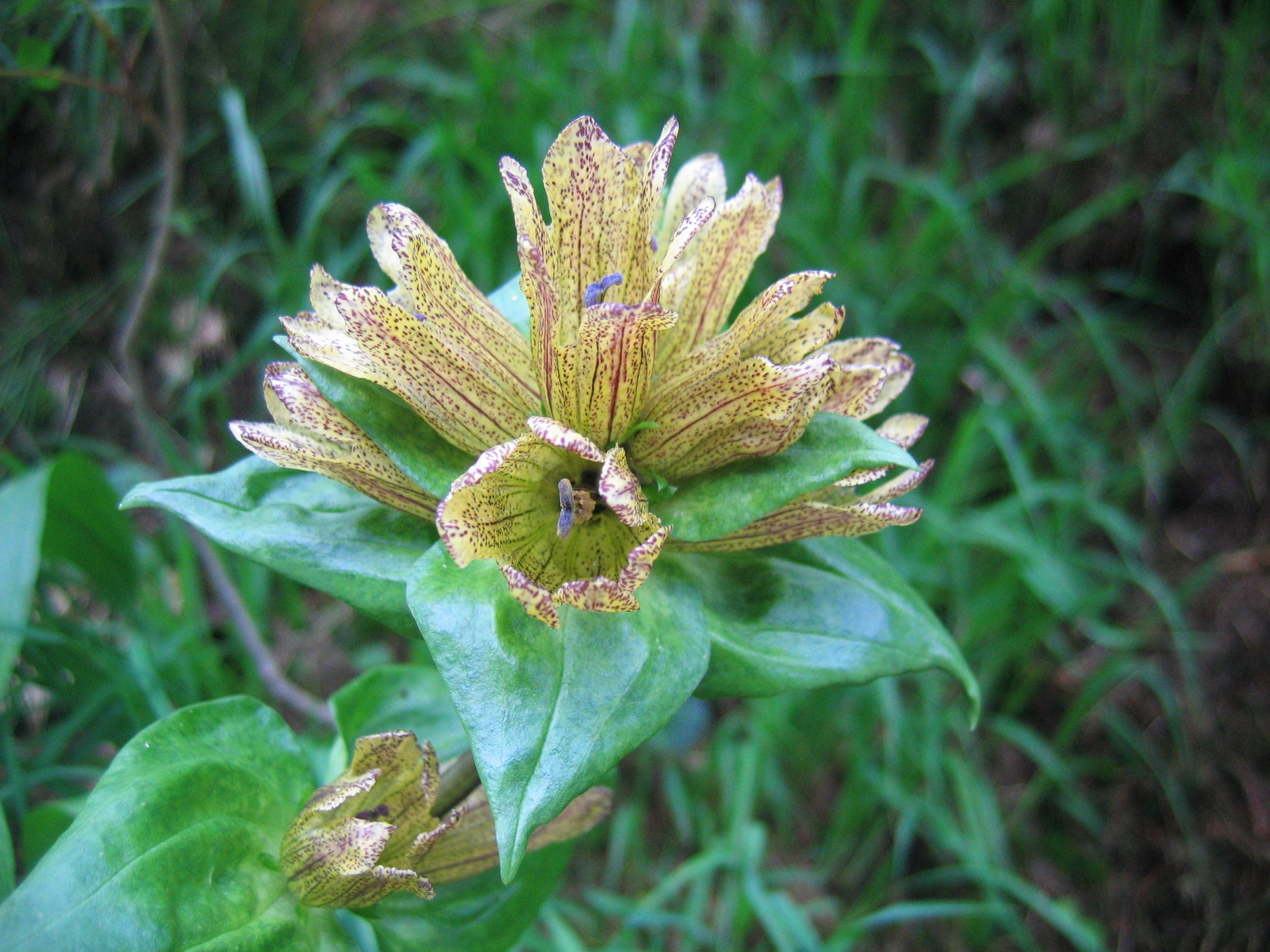
Gențiană pătată (Gentiana punctata)
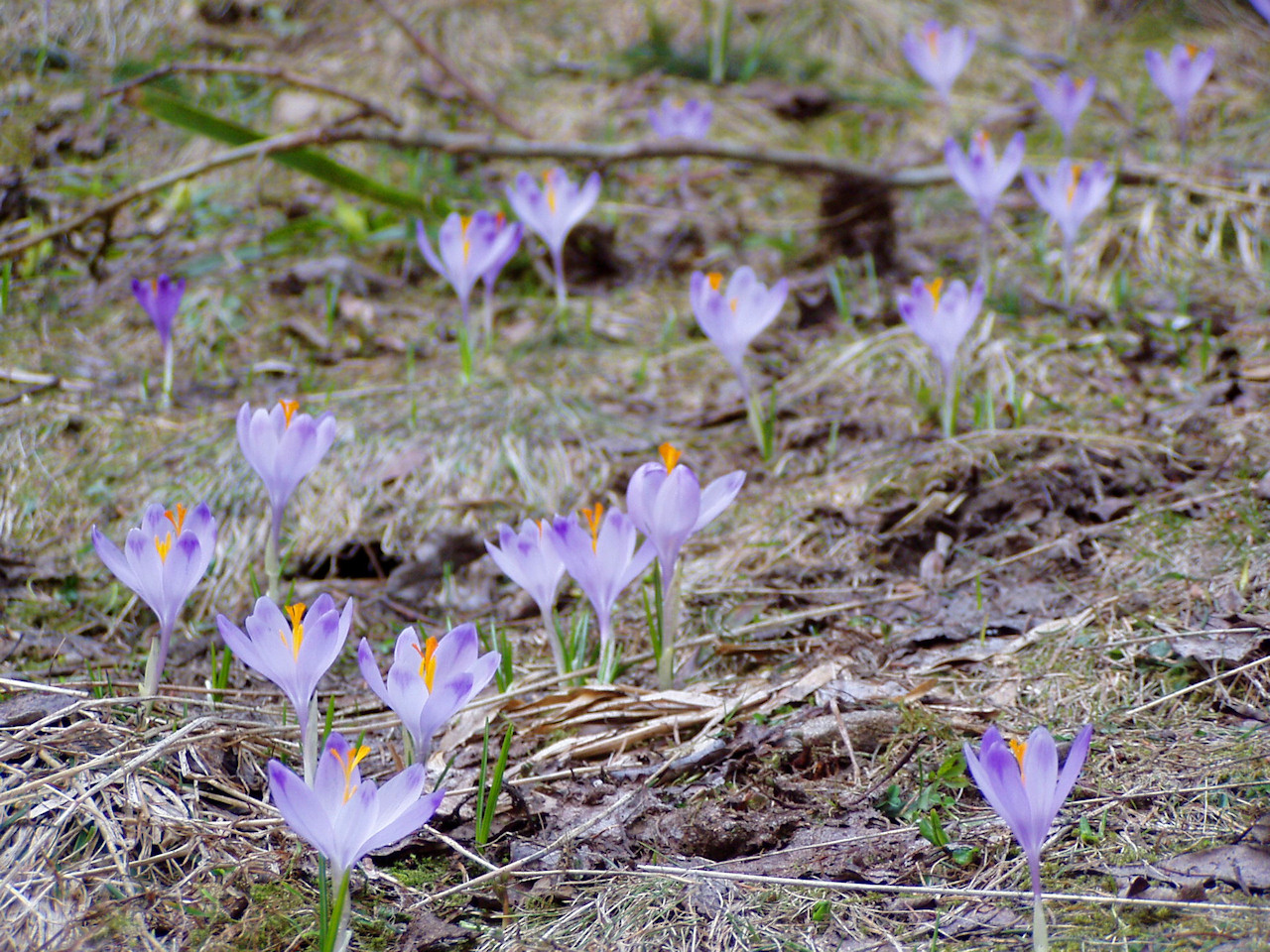
Brândușă de munte (Crocus scepusiensis)
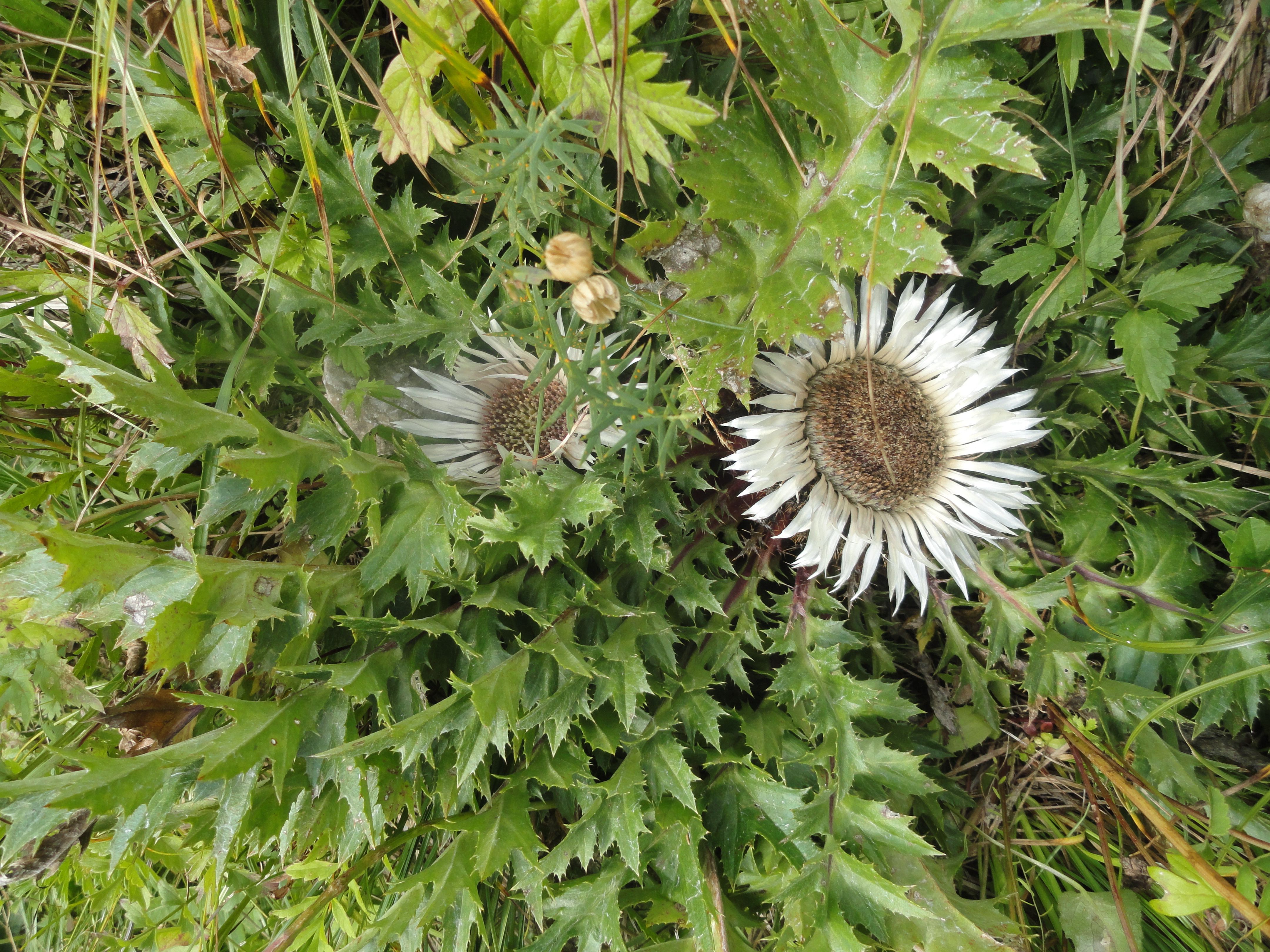
Ciurul zânelor (Carlina acaulis)
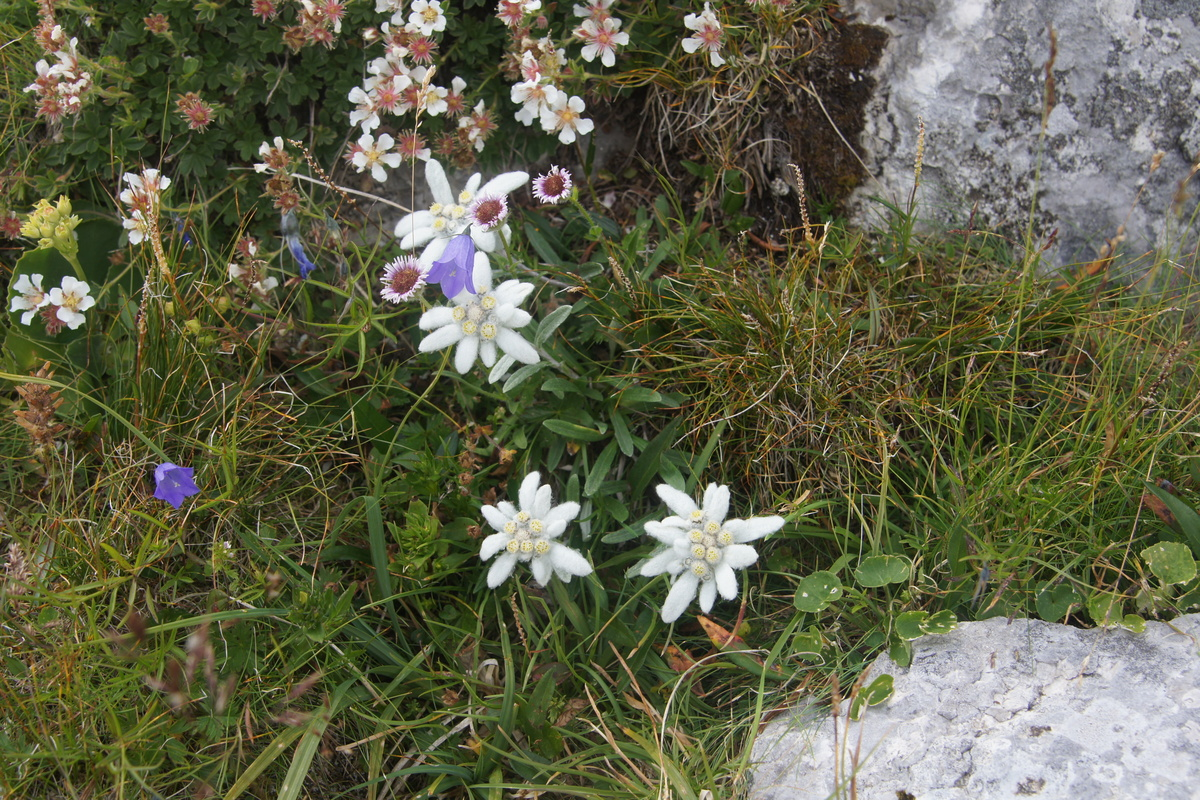
Floare de colț (Leontopodium alpinum)
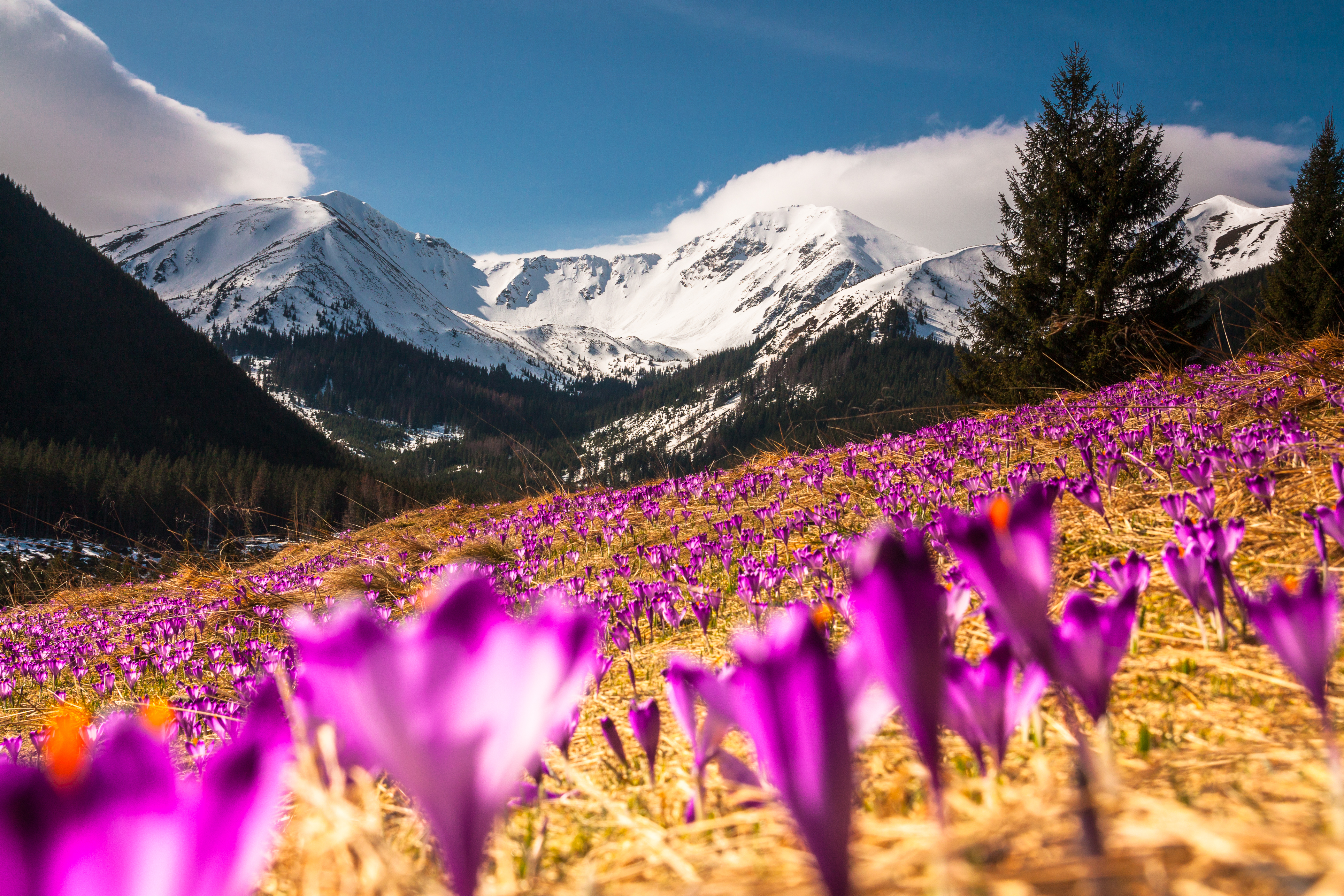
Brândușă de munte
(Crocus vernus)

Printre speciile endemice și rare se numără o specie de Ranunculaceae (Delphinium oxysepalum), o specie de Aconitum (Aconitum firmum subsp. moravicum), o specie de Bryophyta (Buxbaumia viridis), papucul doamnei (Cypripedium calceolus), o specie de Pulsatilla (Pulsatilla halleri subsp. slavica).

Specii endemice în Parcul Național Tatra
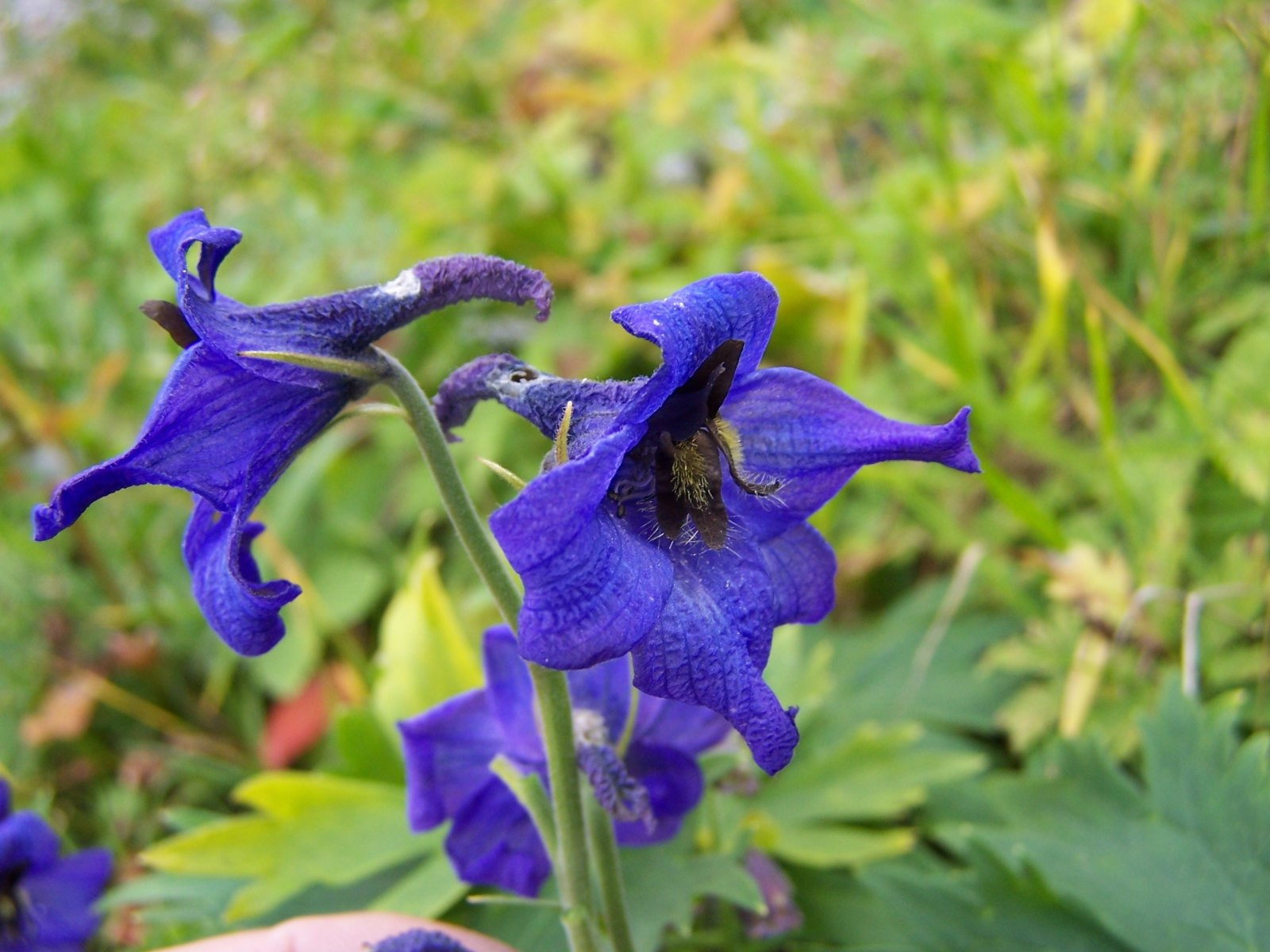
Delphinium oxysepalum
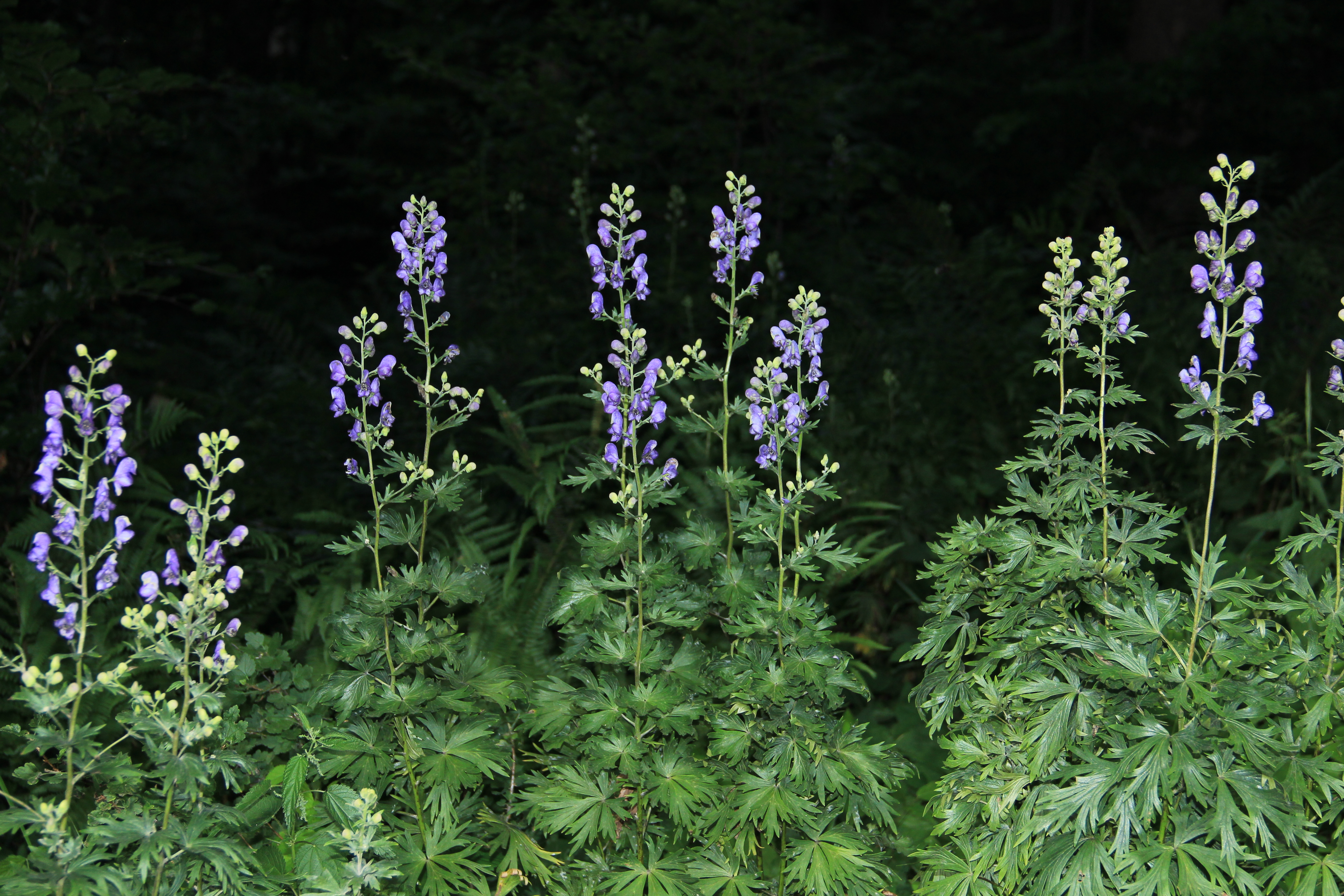
Aconitum firmum subsp. moravicum
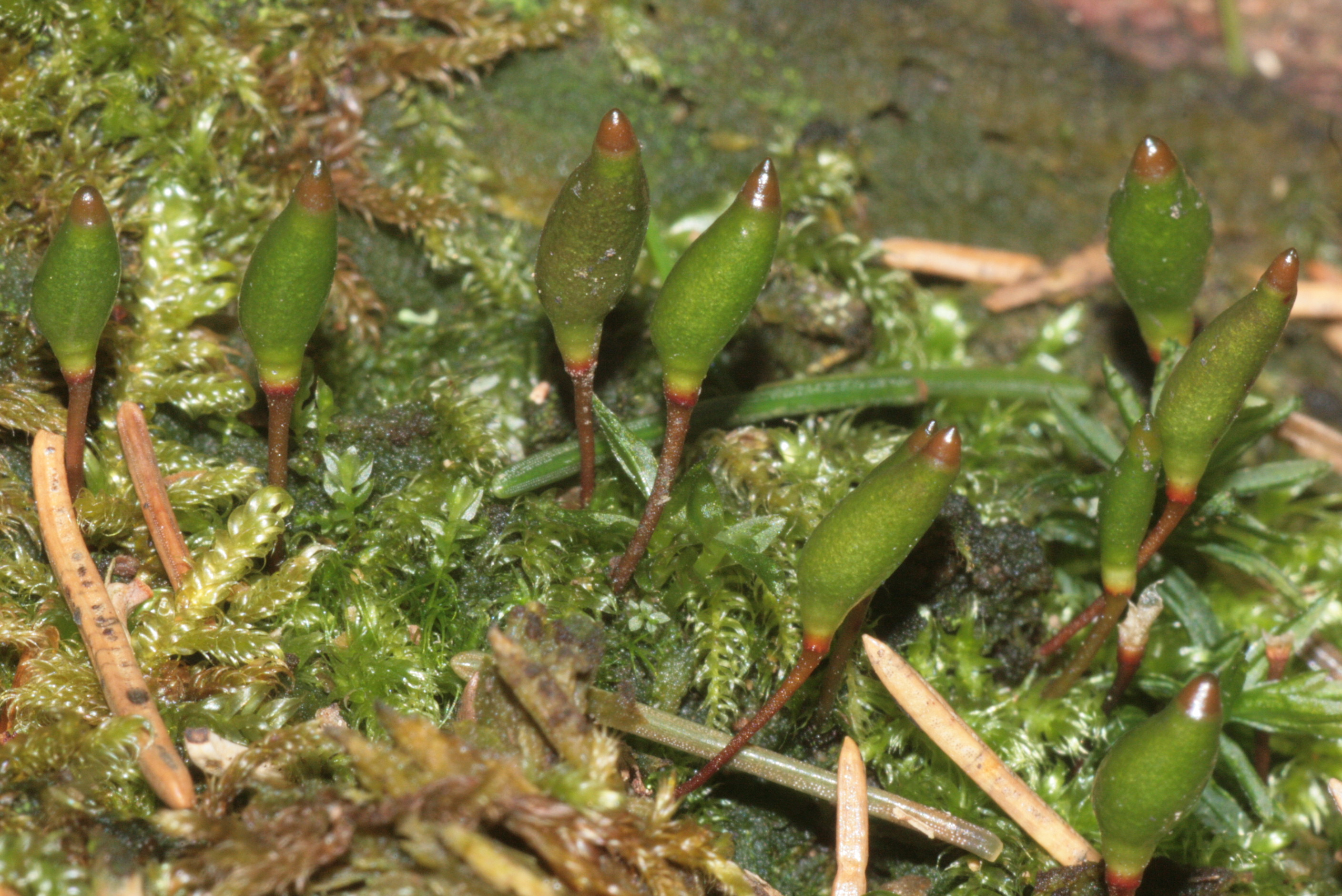
Buxbaumia viridis
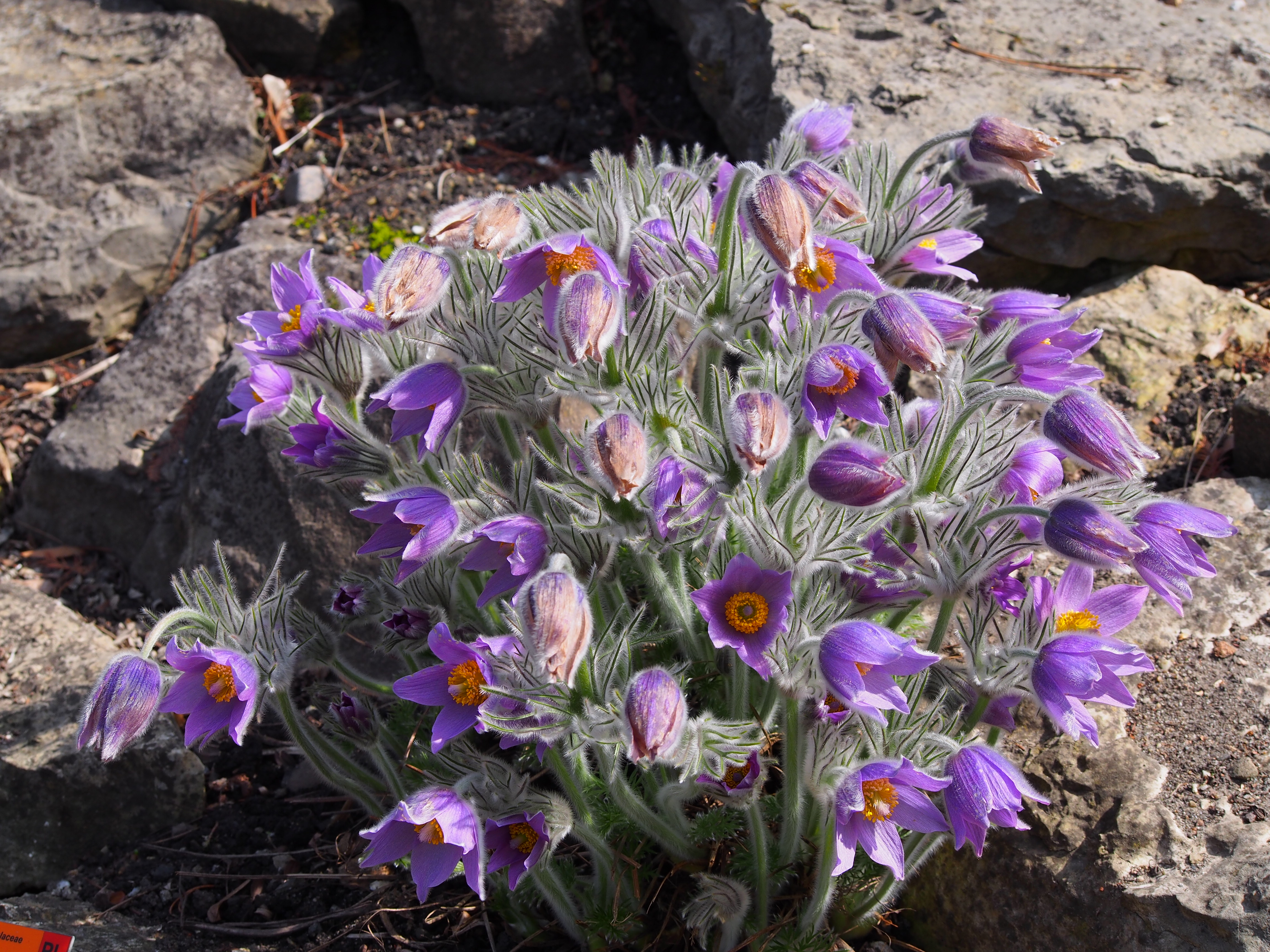
Pulsatilla halleri subsp. slavica
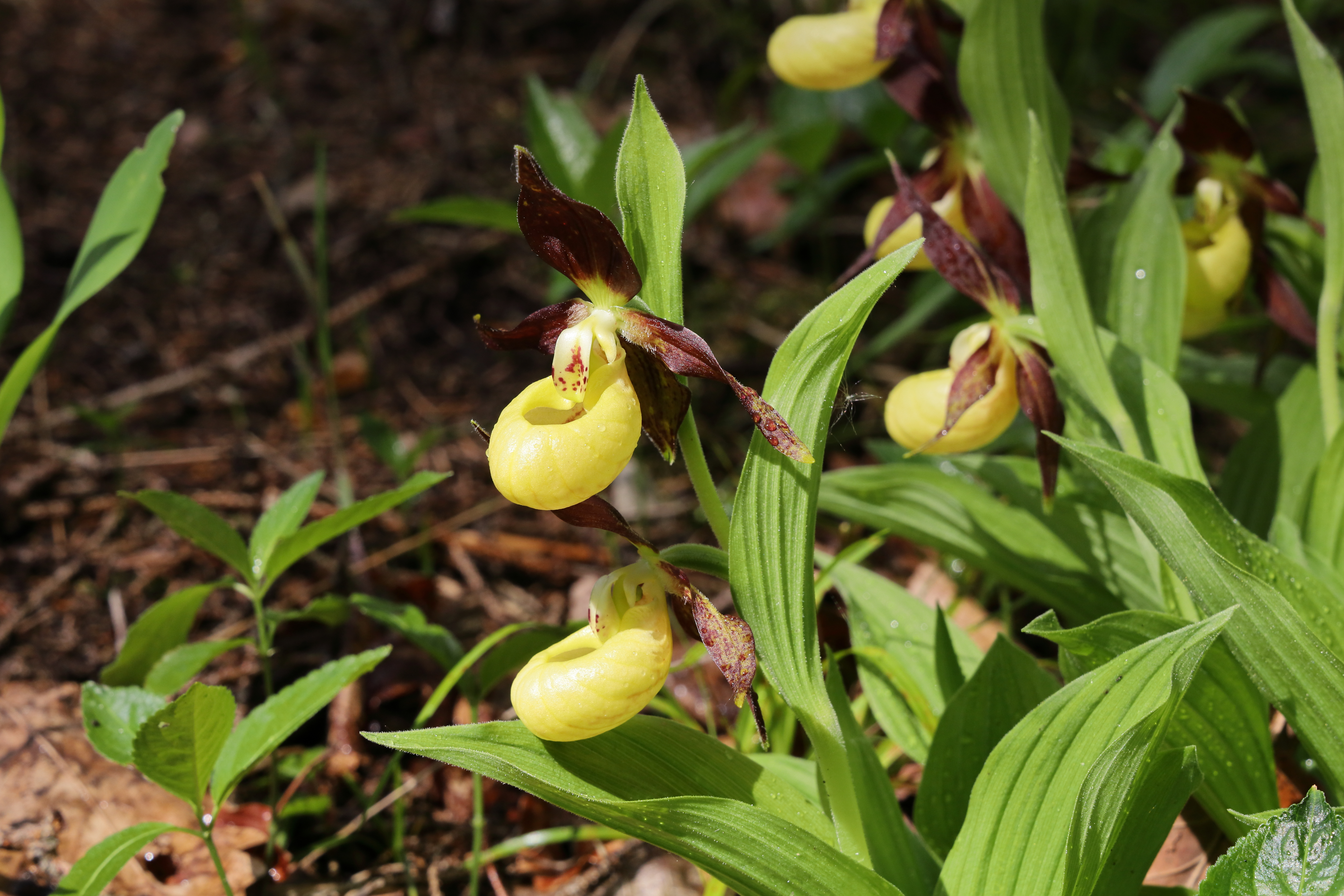
Papucul doamnei
(Cypripedium calceolus)

În parcul național din Slovacia, aproape două treimi din teritoriu sunt acoperite cu păduri, în principal de molid (Picea abies). Se mai regăsesc pin (Pinus cembra), pin de pădure (Pinus sylvestris), zadă (Larix decidua) și pin de munte (Pinus mugo). Foioasele, în special arțari, cresc în principal în zonele estice.
Vegetația cuprinde aproximativ 1.300 de specii de plante vasculare, dintre care 37 sunt endemice în munții Tatra, 41 sunt endemice în Carpații Occidentali Exteriori și 57 sunt endemice în munții Carpați. Speciile endemice și rare includ iarba scorbut de Tatra (Cochlearia tatrae), saxifraga galbenă (Saxifraga aizoides), mixandra sălbatică (Erysimum wahlenbergii), bunghișor unguresc (Erigeron hungaricus), papucul doamnei (Cypripedium calceolus), garofița carpatină (Dianthus nitidus), două specii de Bryophyta (Mannia triandra și Scapania carinthiaca), o specie de Pulsatilla (Pulsatilla halleri subsp. slavica), o specie de mușchi (Tortella rigens), o specie de Orobanchaceae (Tozzia carpathica).

Floră din Parcul Național Tatra
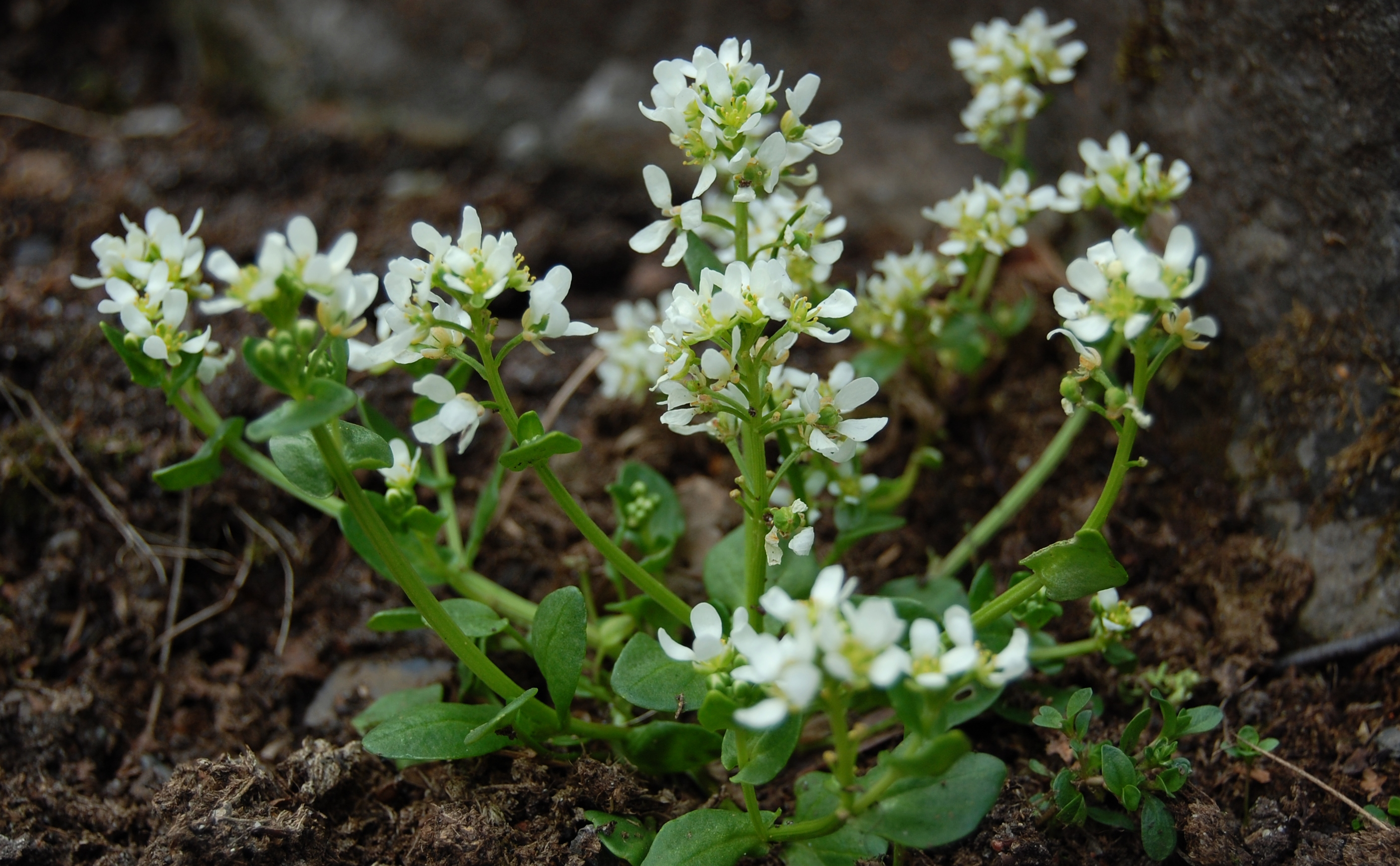
Iarbă scorbut de Tatra (Cochlearia tatrae)
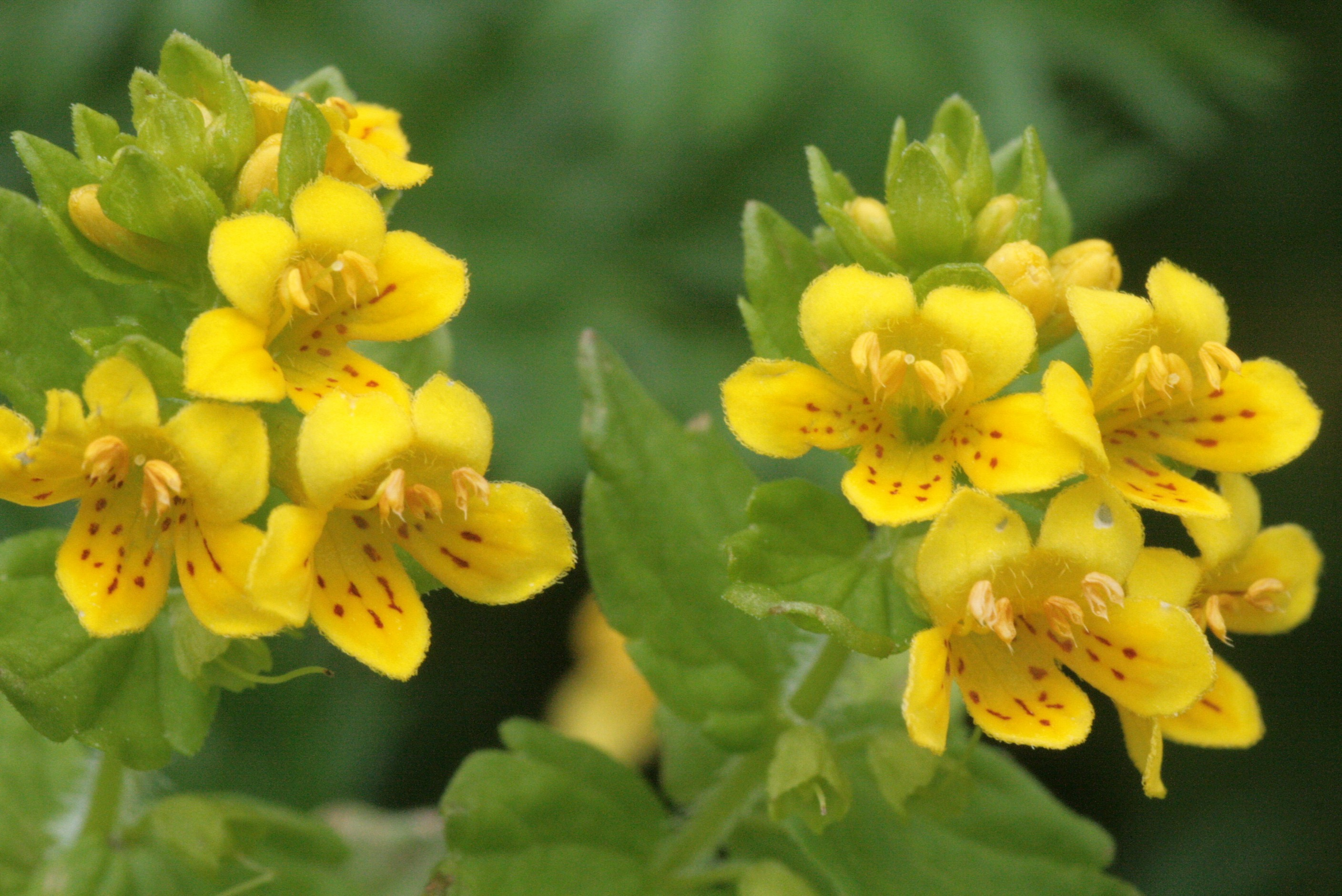
Specie de Orobanchaceae (Tozzia alpina)
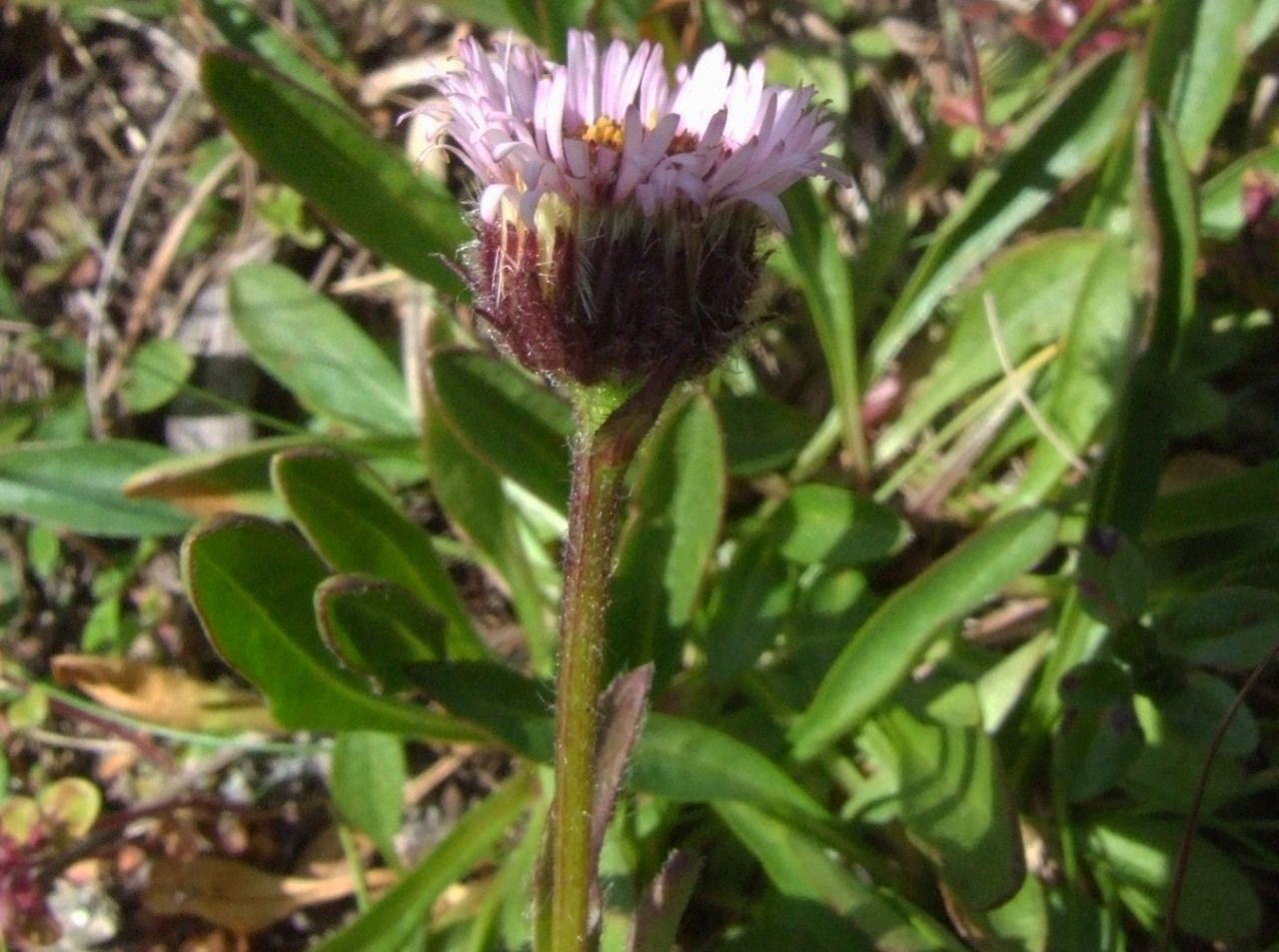
Bunghișor unguresc (Erigeron hungaricus)
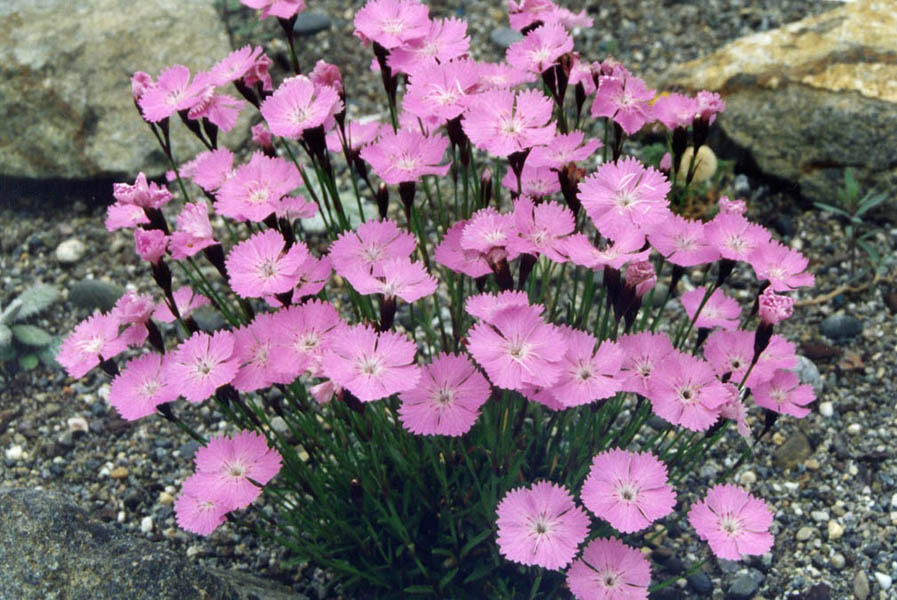
Garofiță carpatină (Dianthus nitidus)
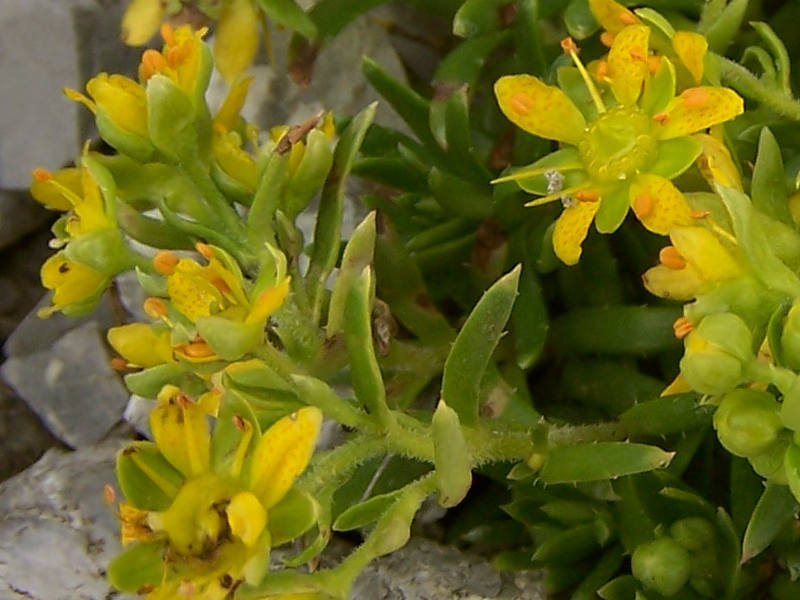
Saxifragă galbenă
(Saxifraga aizoides)

Relictele erei glaciare includ două specii de Ranunculus (Ranunculus alpestris și Ranunculus glacialis), garofița de ghețar (Dianthus glacialis), ghințurica (Gentiana frigida), ochiul găinii (Primula minima), o specie de Ericaceae (Arctous alpina), o specie de rogoz (Elyna myosuroides) și două specii de salcie pitică (Salix herbacea și Salix reticulata). Speciile endemice în Slovacia includ o specie de Campanula (Campanula serrata), o specie de Orobanchaceae (Euphrasia tatrae) și o specie de Papaver (Papaver tatricum).

Specii endemice în Parcul Național Tatra
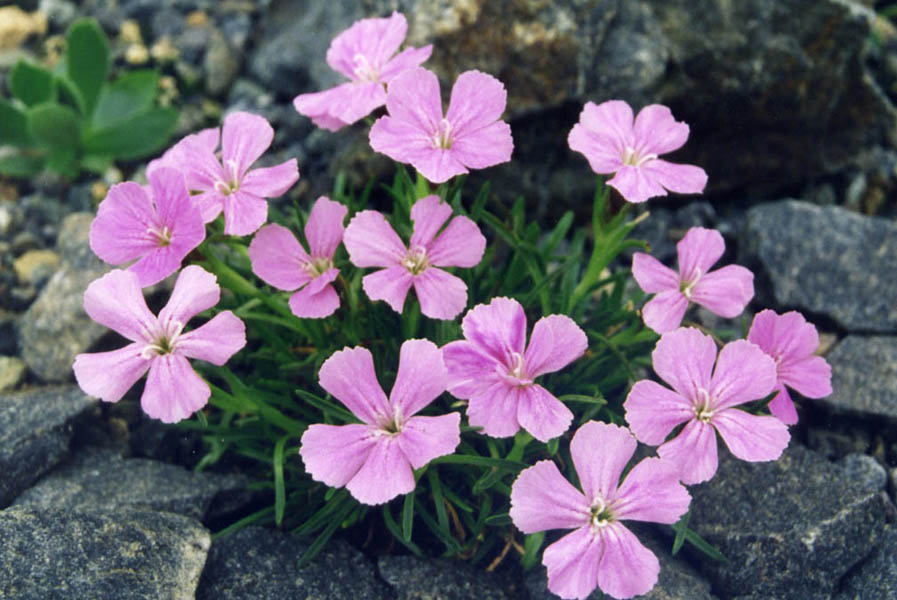
Garofiță de ghețar (Dianthus glacialis)
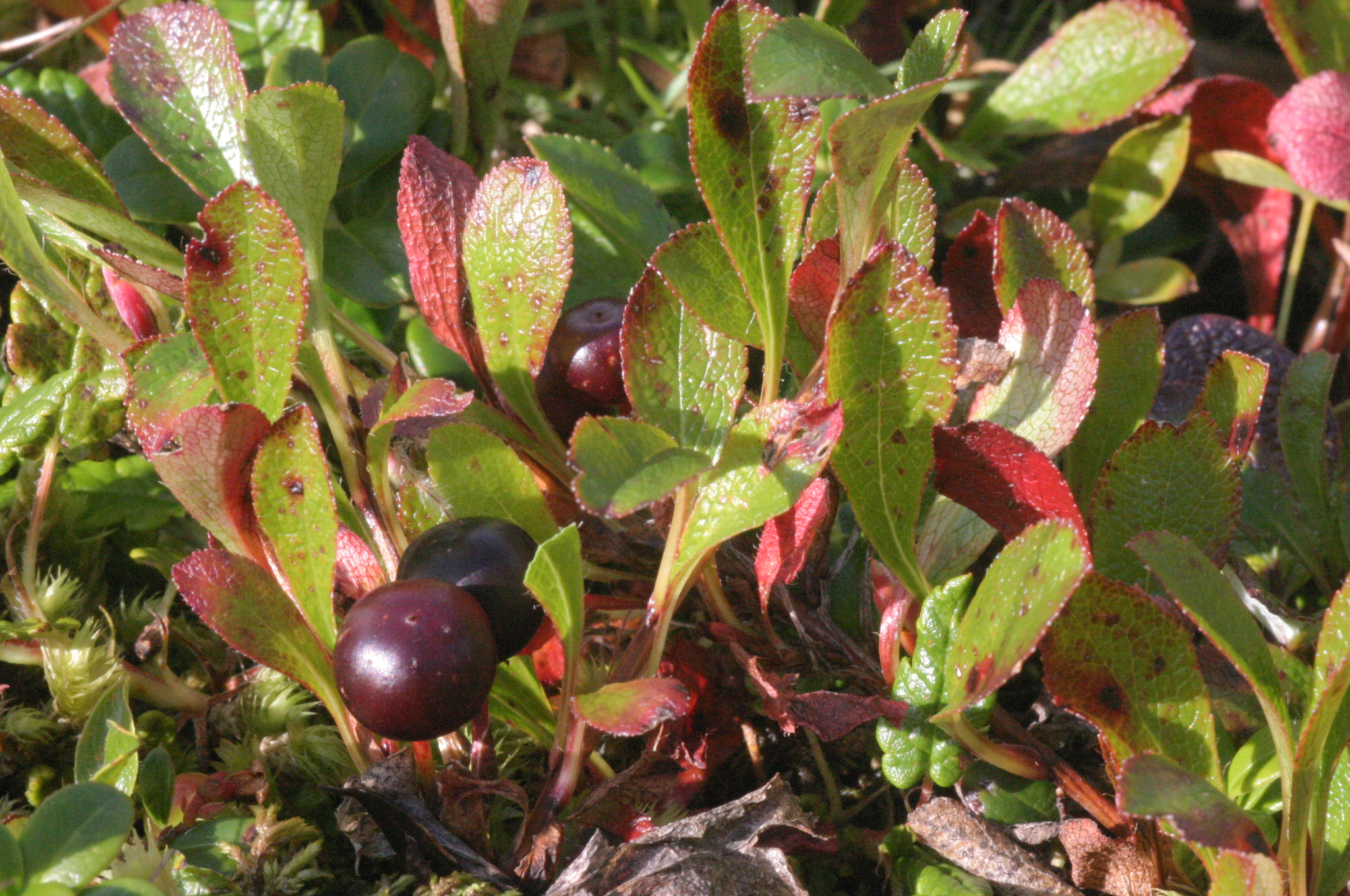
Arctous alpina
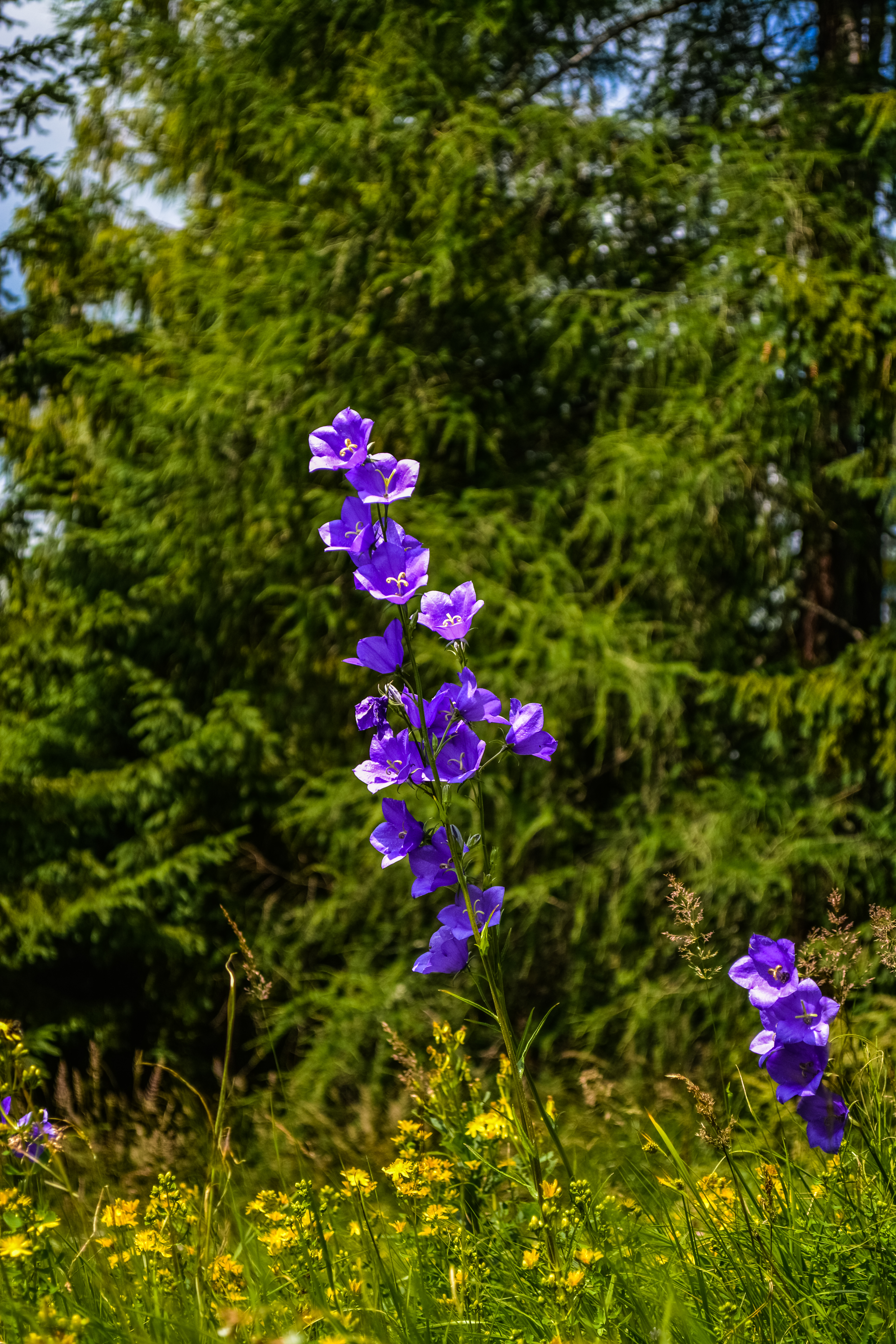
Campanula serrata
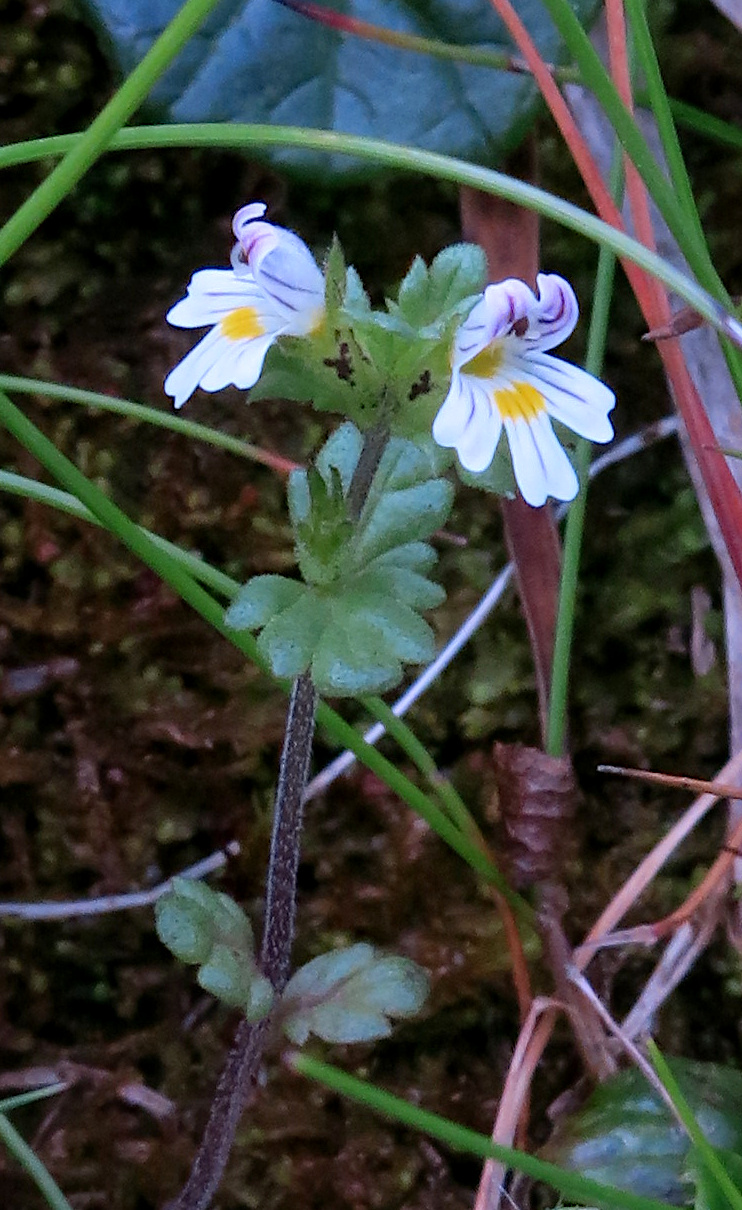
Euphrasia tatrae
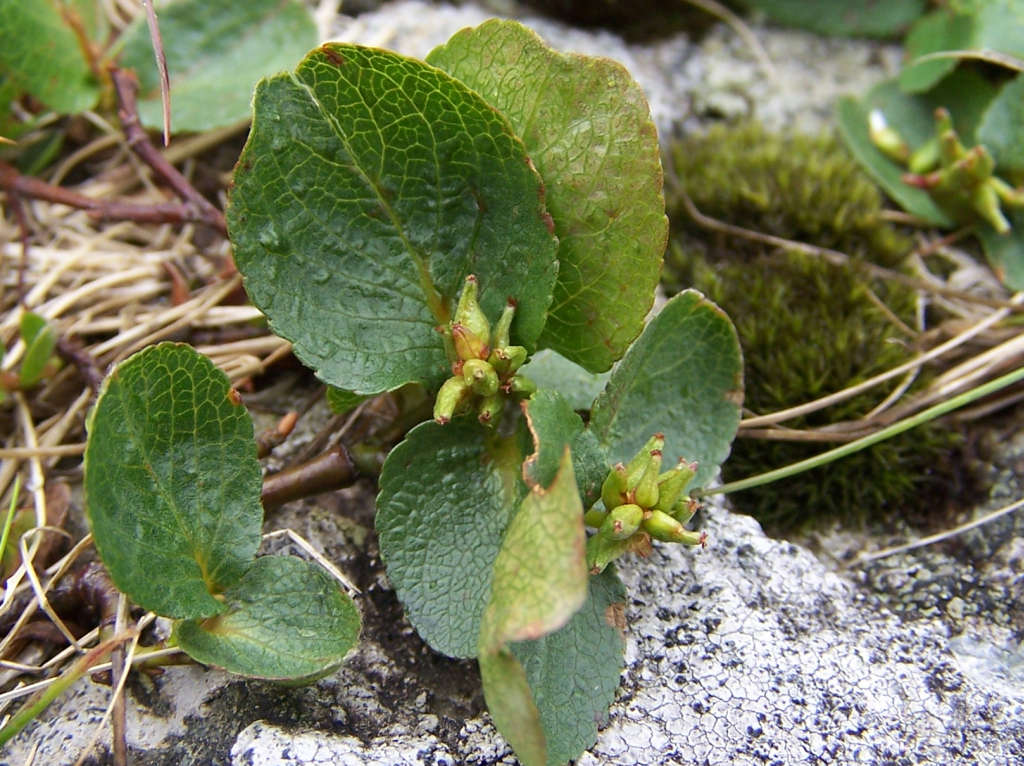
Salix herbacea
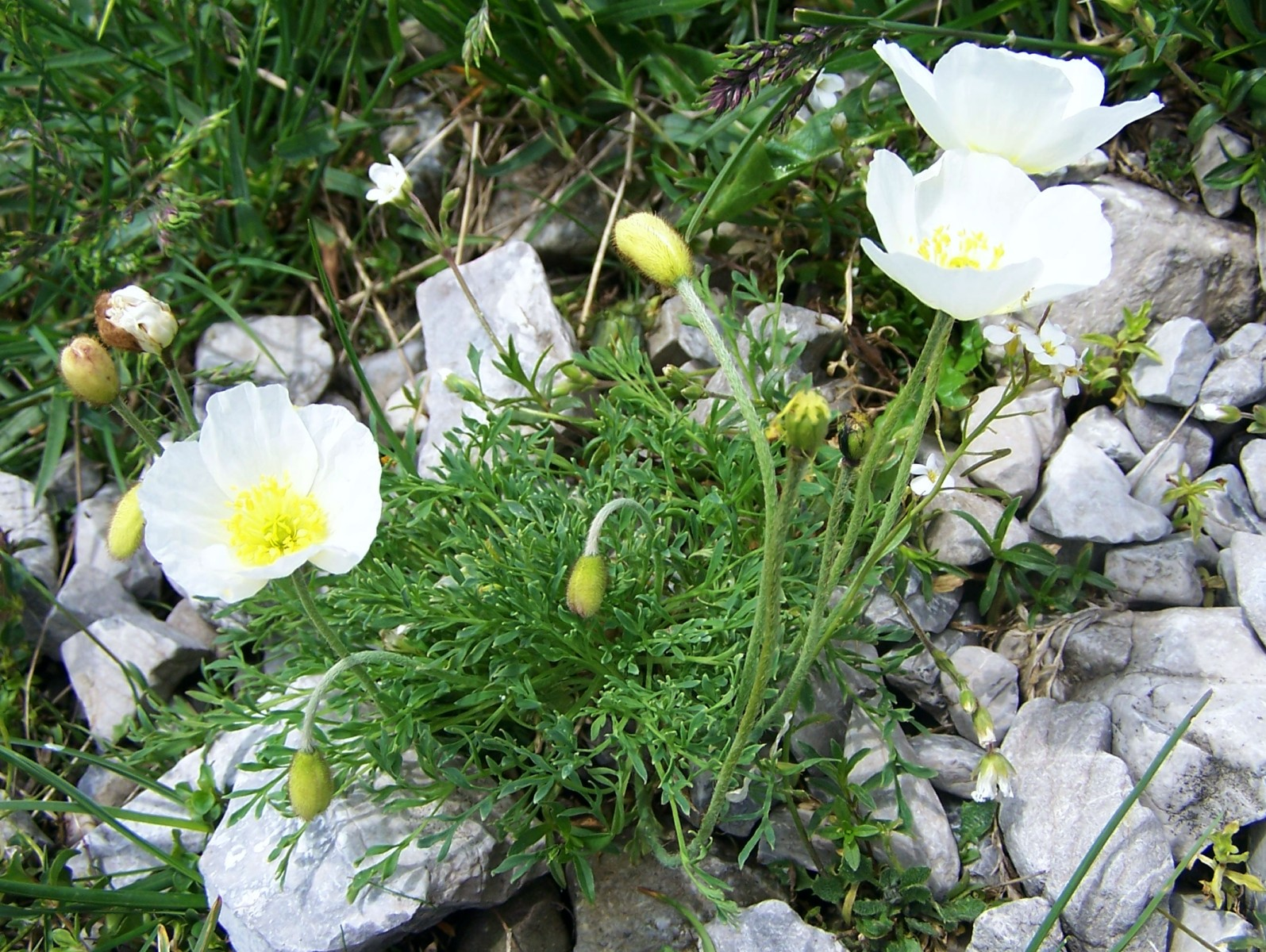
Papaver tatricum

### Faună
Parcul Național Tatra din Polonia găzduiește specii sălbatice pe cale de dispariție și endemice. Speciile de păsări regăsite includ fâsa de munte (Anthus spinoletta), inărița (Carduelis flammea), mierla de apă (Cinclus cinclus), privighetoarea cu gușă albastră (Luscinia svecica), codobatura de munte (Motacilla cinerea), brumărița de stâncă (Prunella collaris), cocoșul de mesteacăn (Tetrao tetrix tetrix), fluturașul de stâncă (Tichodroma muraria), dar și răpitoare precum minunița (Aegolius funereus), acvila de munte (Aquila chrysaetos), bufnița mare (Bubo bubo), șoimul călător (Falco peregrinus), ciuvica (Glaucidium passerinum).

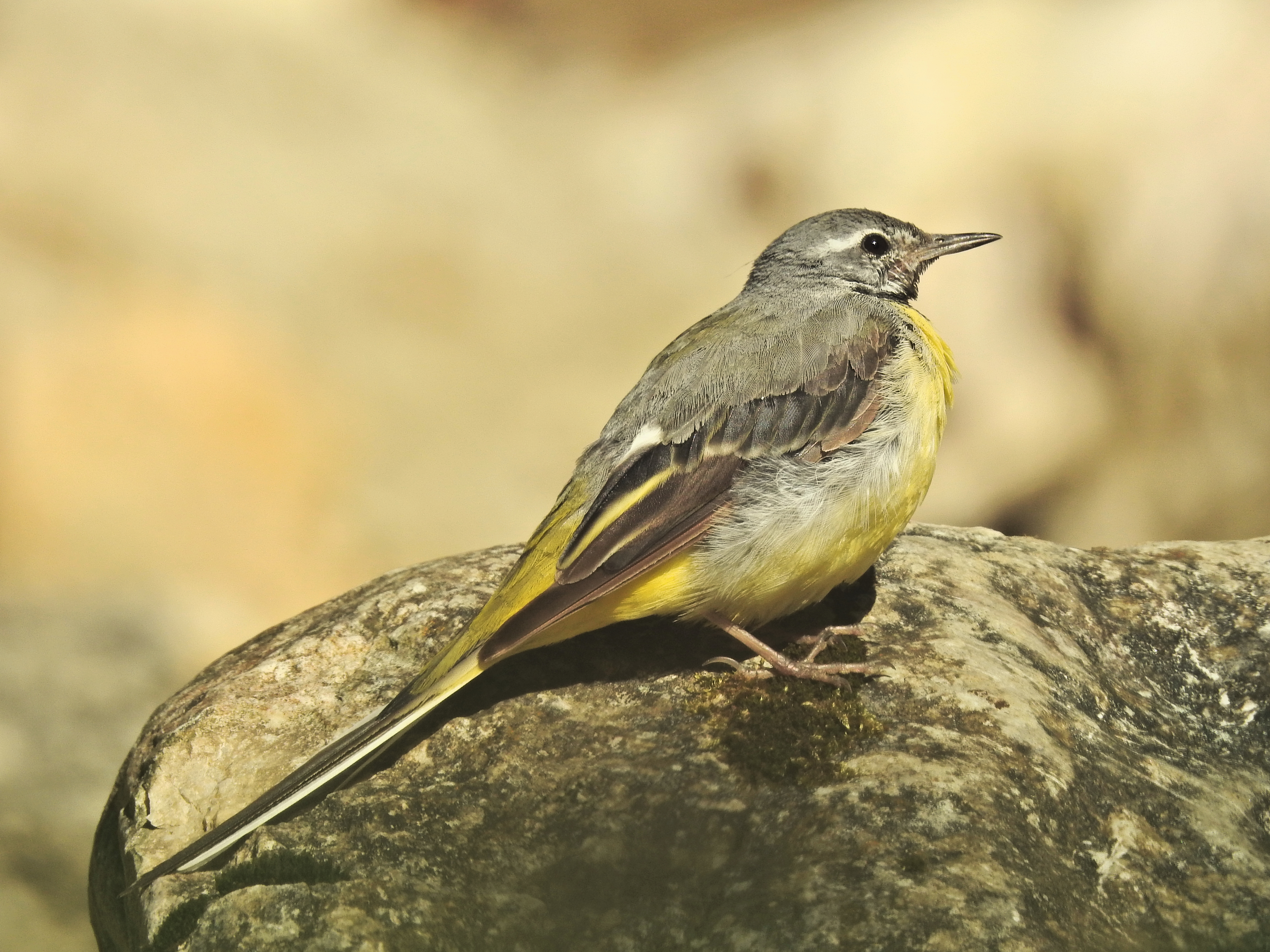
Codobatură de munte (Motacilla cinerea)
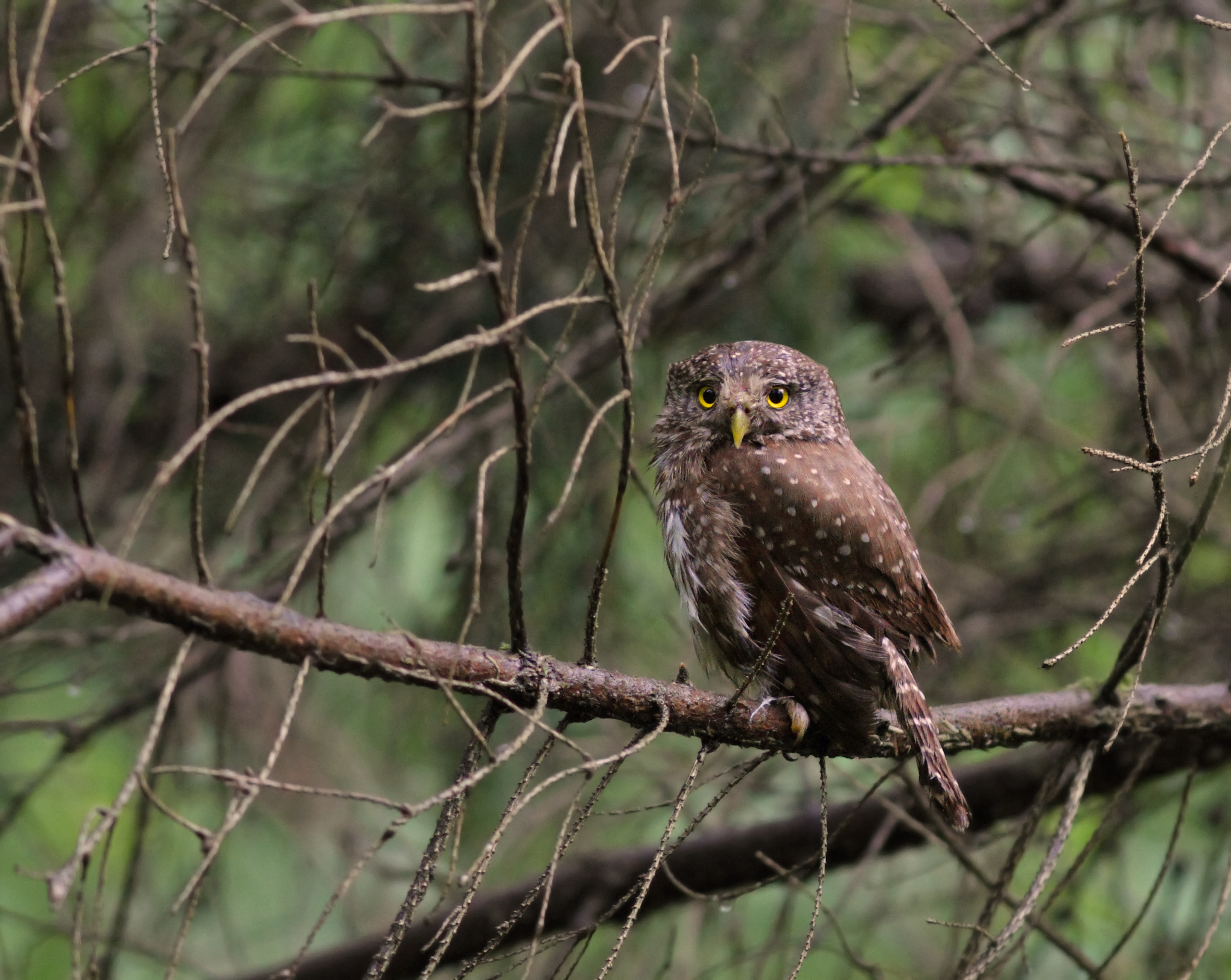
Ciuvică (Glaucidium passerinum)
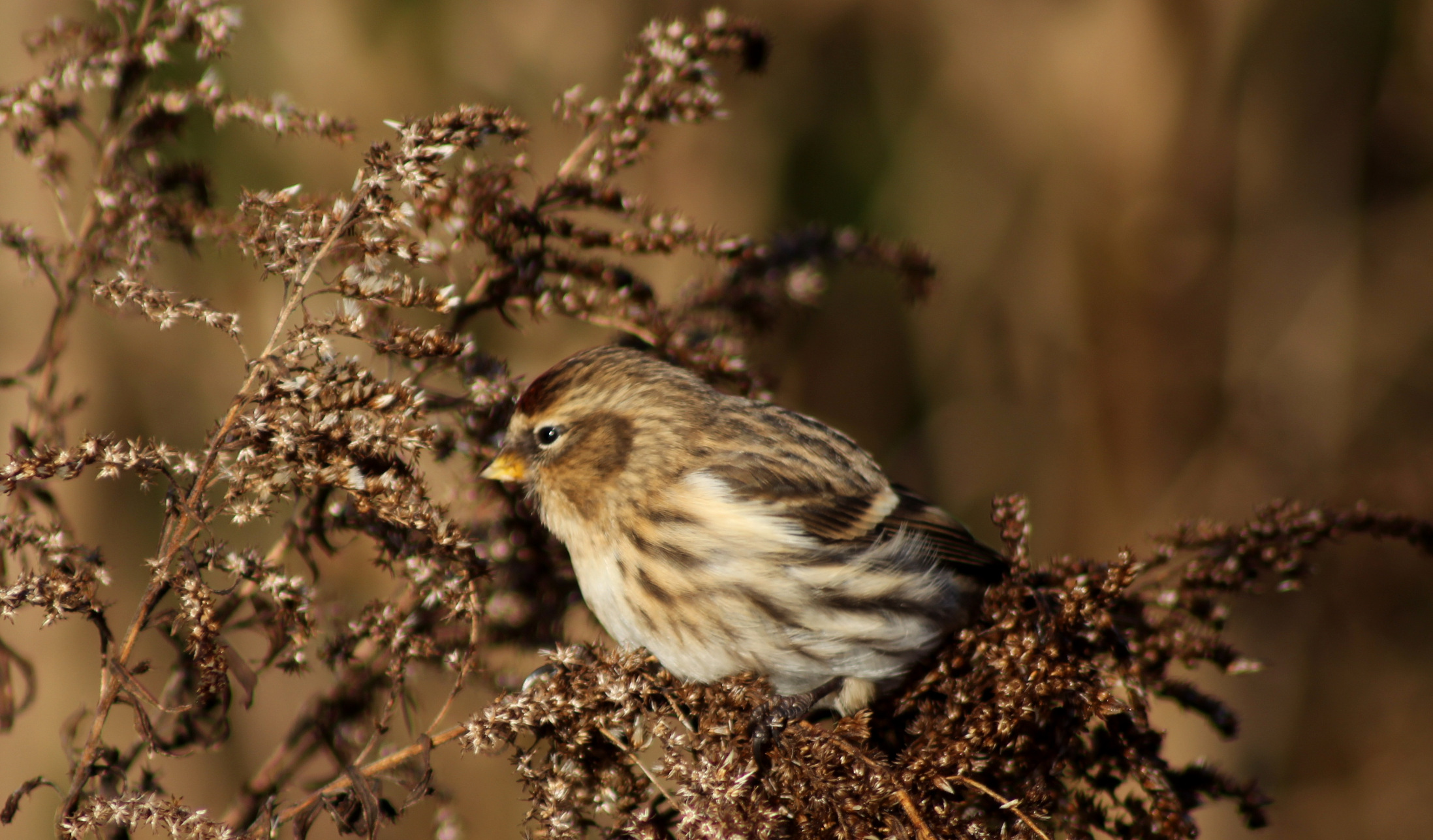
Inăriță (Carduelis flammea)
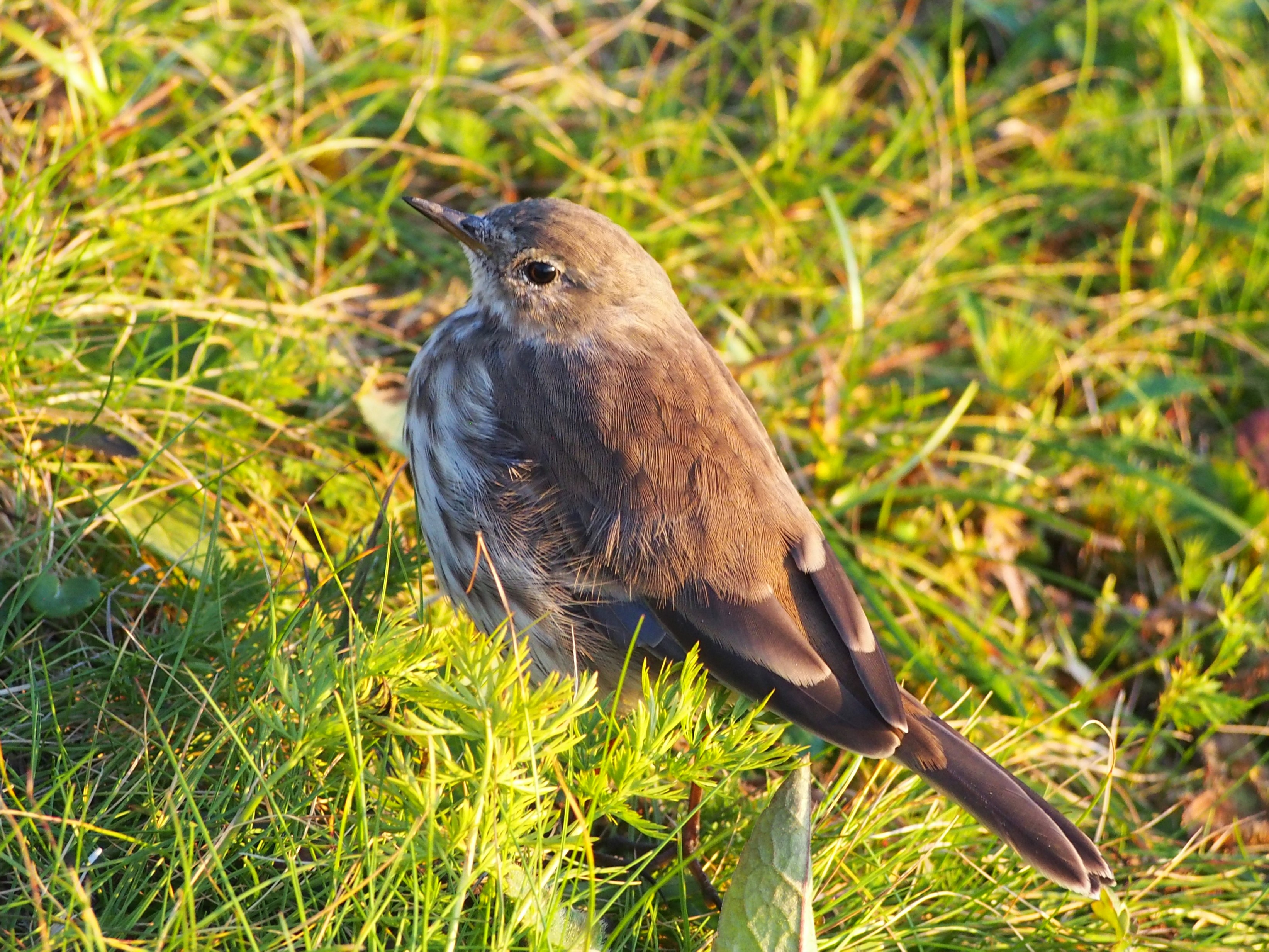
Fâsă de munte (Anthus spinoletta)
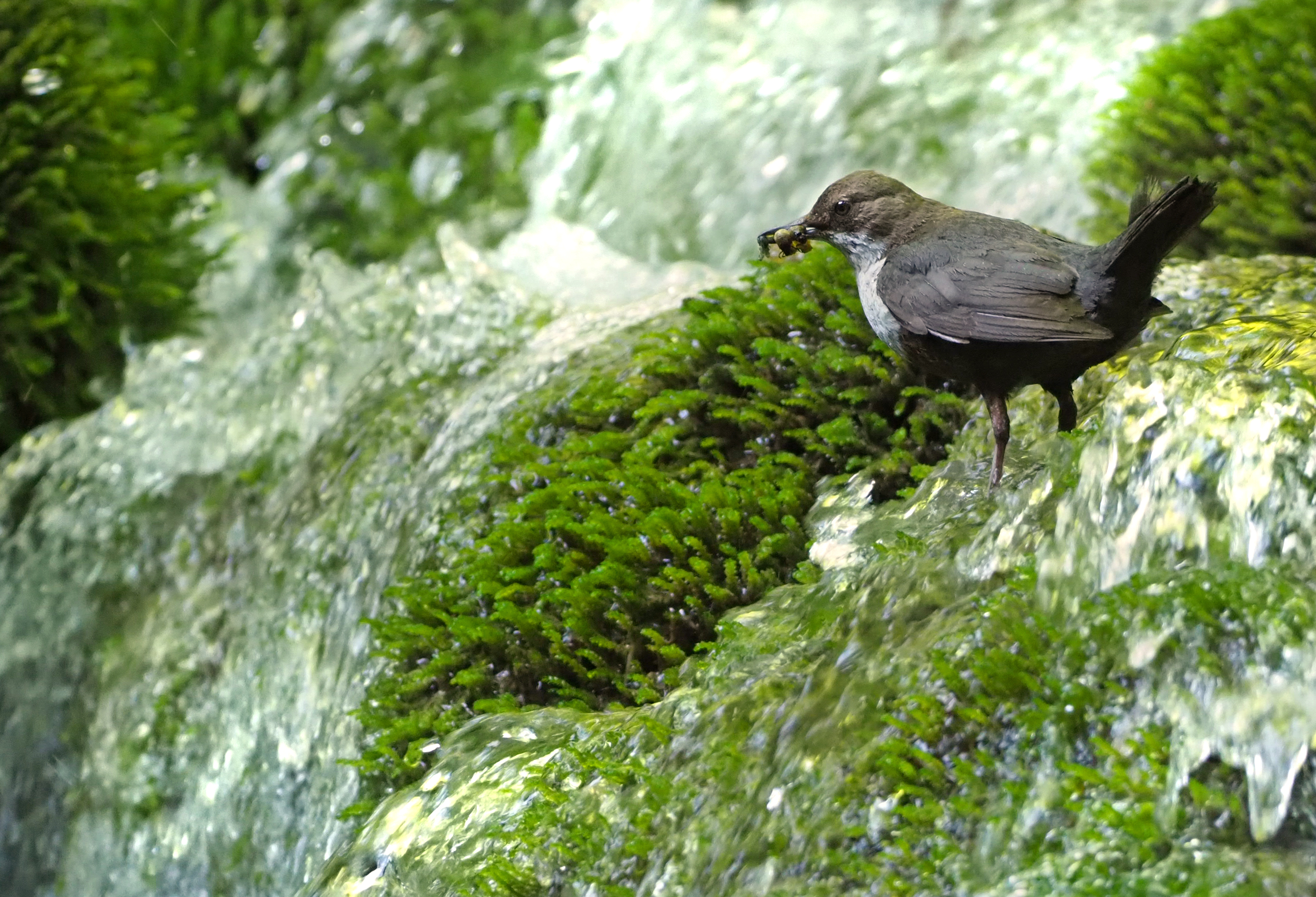
Mierlă de apă
(Cinclus cinclus)

Dintre mamifere, se regăsesc ursul brun (Ursus arctos), lupul cenușiu (Canis lupus), râsul (Lynx lynx), vidra de râu (Lutra lutra), șoarecele de Tatra (Microtus tatricus), dar și două specii de lilieci, liliacul comun (Myotis myotis) și liliacul cu urechi mari (Myotis bechsteinii). Capra neagră de Tatra (Rupicapra rupicapra tatrica) și marmota alpină de Tatra (Marmota marmota latirostris) sunt două dintre speciile strict protejate ale parcului.

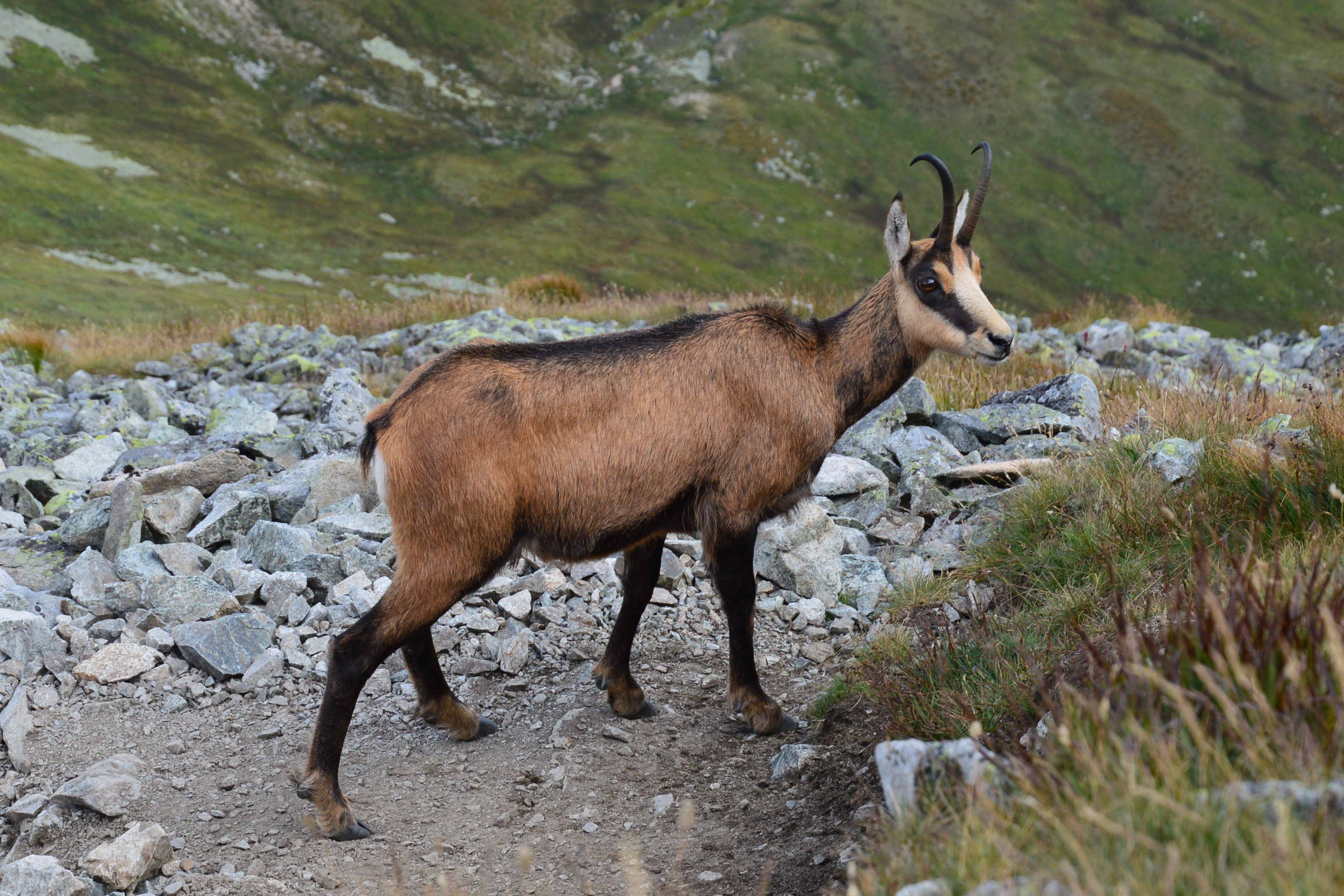
Capră neagră de Tatra (Rupicapra rupicapra tatrica)
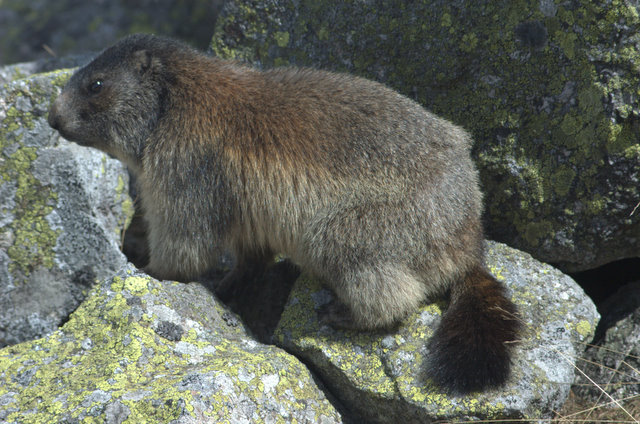
Marmotă alpină de Tatra (Marmota marmota latirostris)
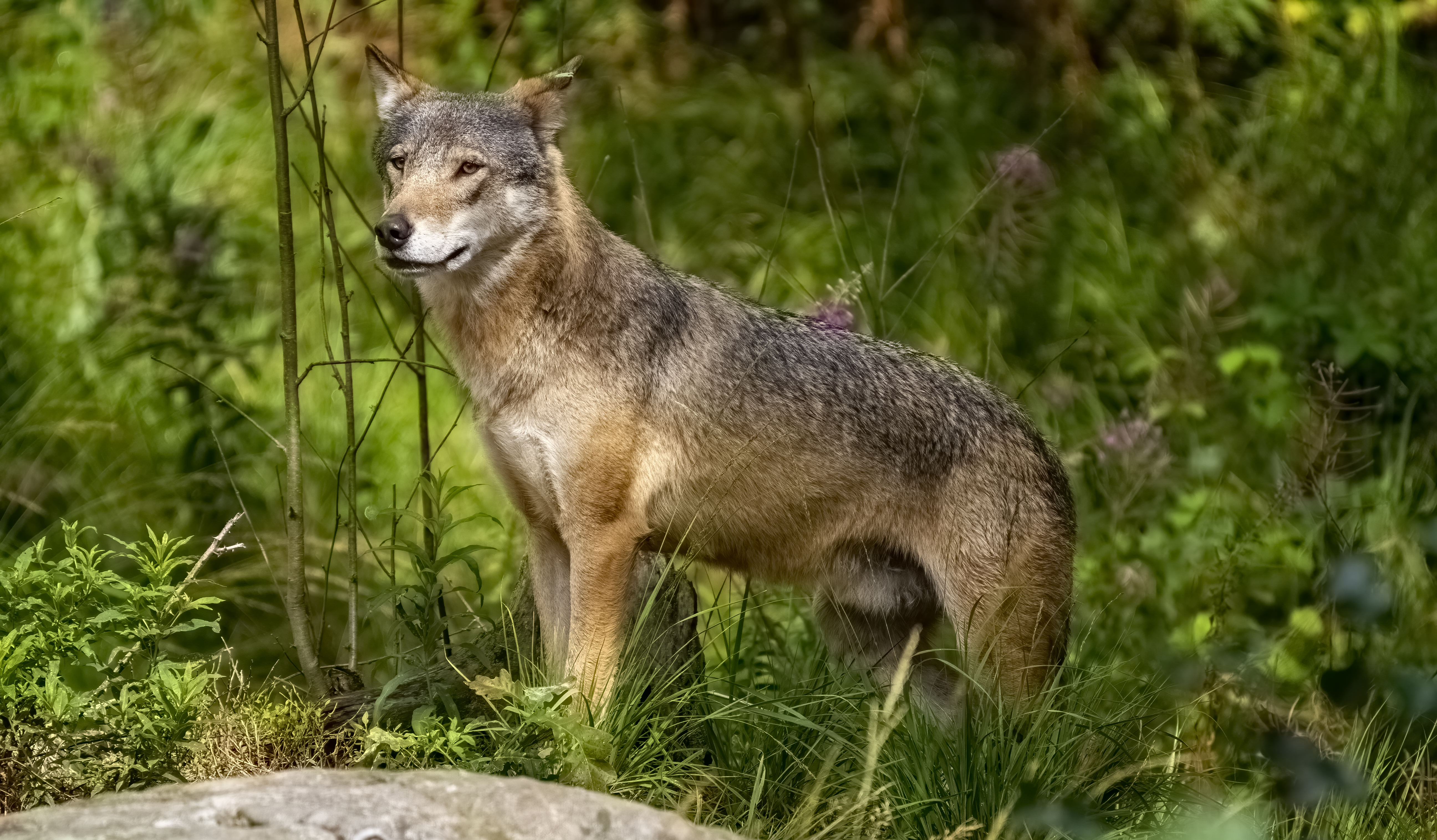
Lup cenușiu (Canis lupus)
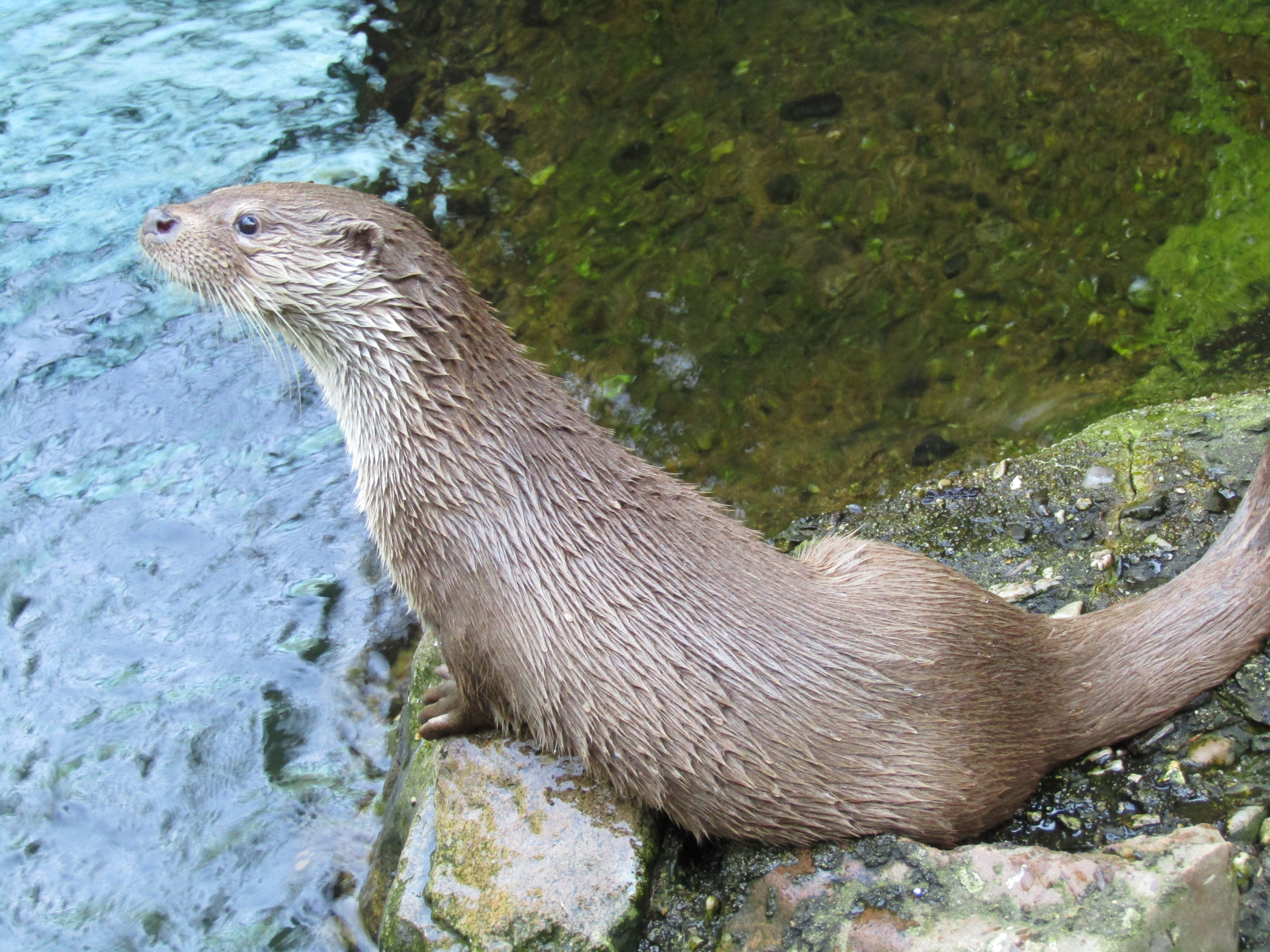
Vidră de râu (Lutra lutra)
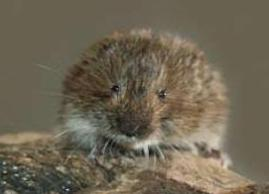
Șoarece de Tatra
(Microtus tatricus)

În Parcul Național Tatra din Slovacia, se găsesc 11 specii de pești, 2 specii de crustacee, 6 specii de amfibieni, 5 specii de reptile, 102 specii de păsări cuibăritoare și 14 specii de mamifere. Există numeroase specii de nevertebrate și vertebrate precum broasca verde comestibilă (Pelophylax esculentus), specie endemică în Europa, broasca roșie de munte (Rana temporaria), vipera comună (Vipera berus).
Specii care datează din era glaciară includ o specie de crustacee (Branchinecta paludosa), ciocănitoarea de munte (Picoides tridactylus), mierla gulerată (Turdus torquatus) și alunarul (Nucifraga caryocatactes). Dintre păsări, se regăsesc minunița (Aegolius funereus), acvila de munte (Aquila chrysaetos), ierunca (Bonasa bonasia), caprimulgul (Caprimulgus europaeus), barza neagră (Ciconia nigra), ciocănitoarea neagră (Dryocopus martius), sfrânciocul mare (Lanius excubitor), cocoșul de munte (Tetrao urogallus).

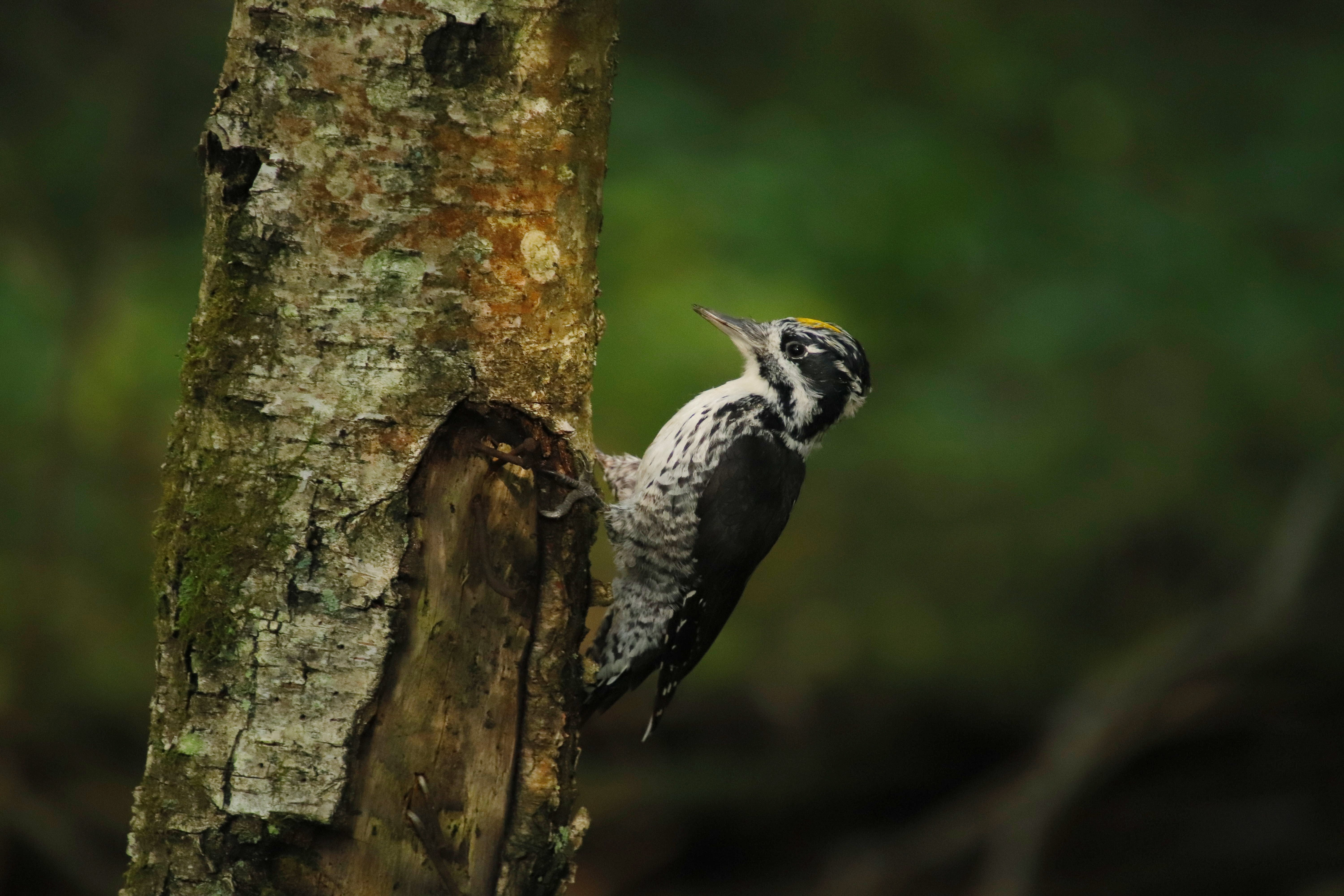
Ciocănitoare de munte (Picoides tridactylus)
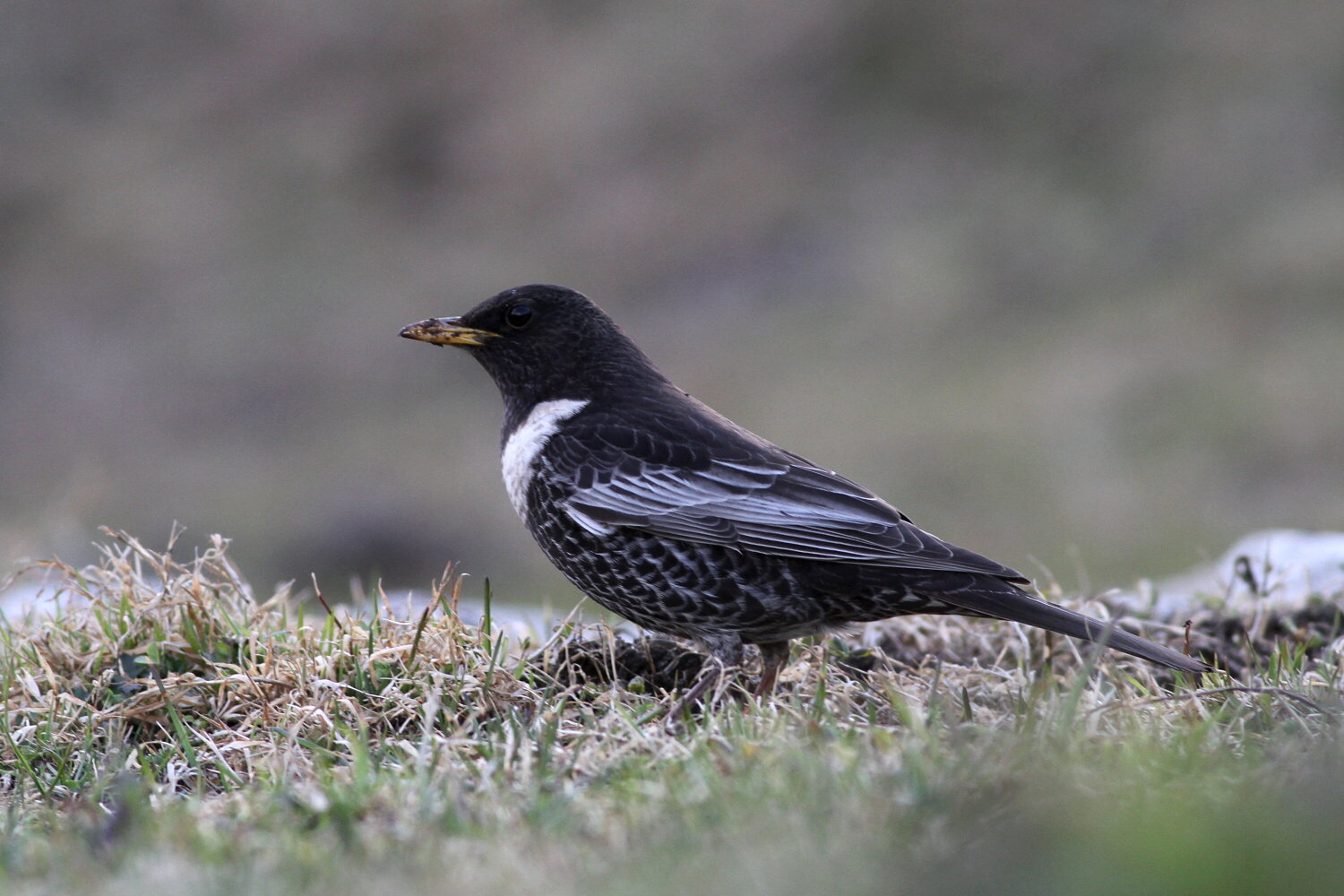
Mierlă gulerată (Turdus torquatus)
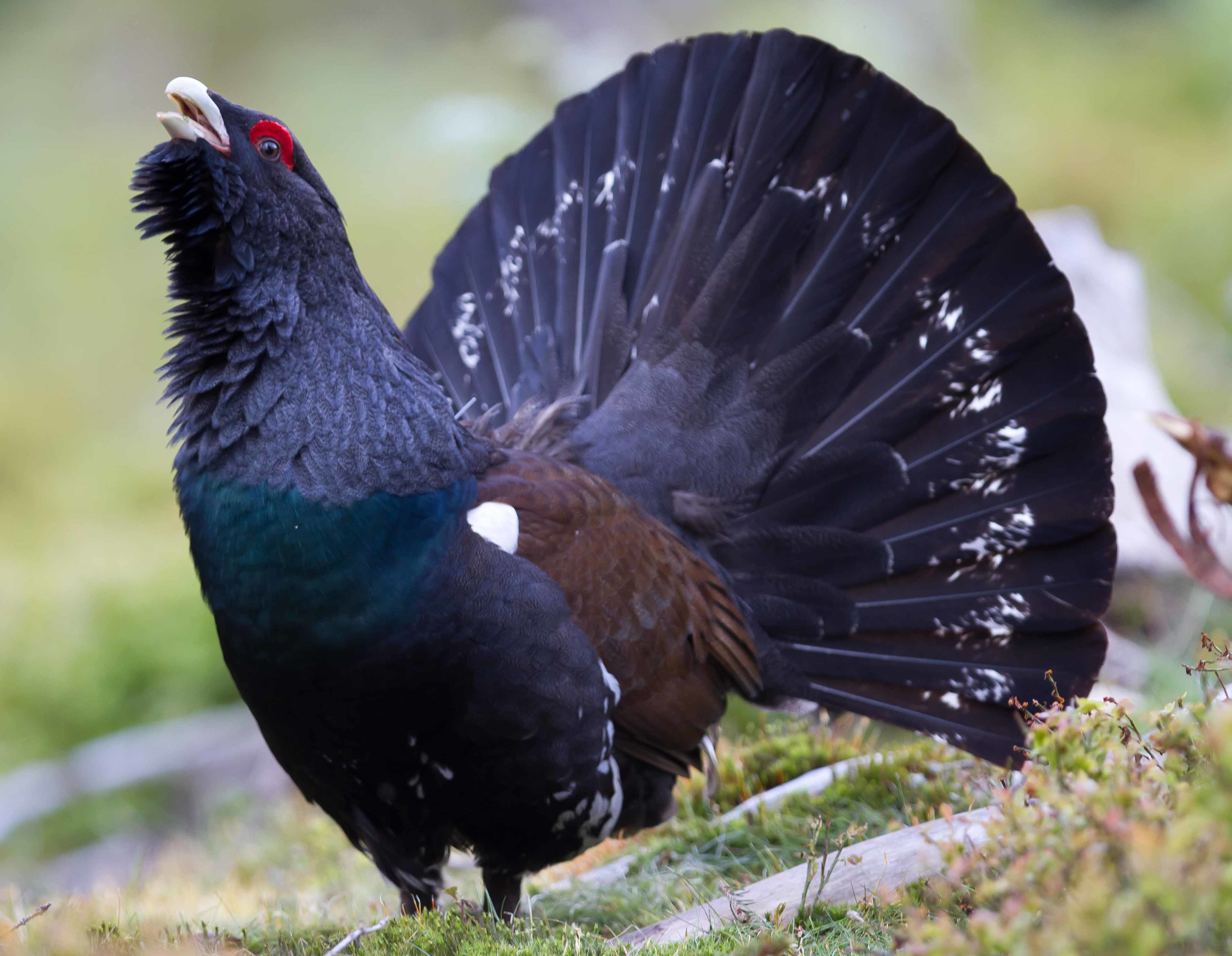
Cocoș de munte (Tetrao urogallus)
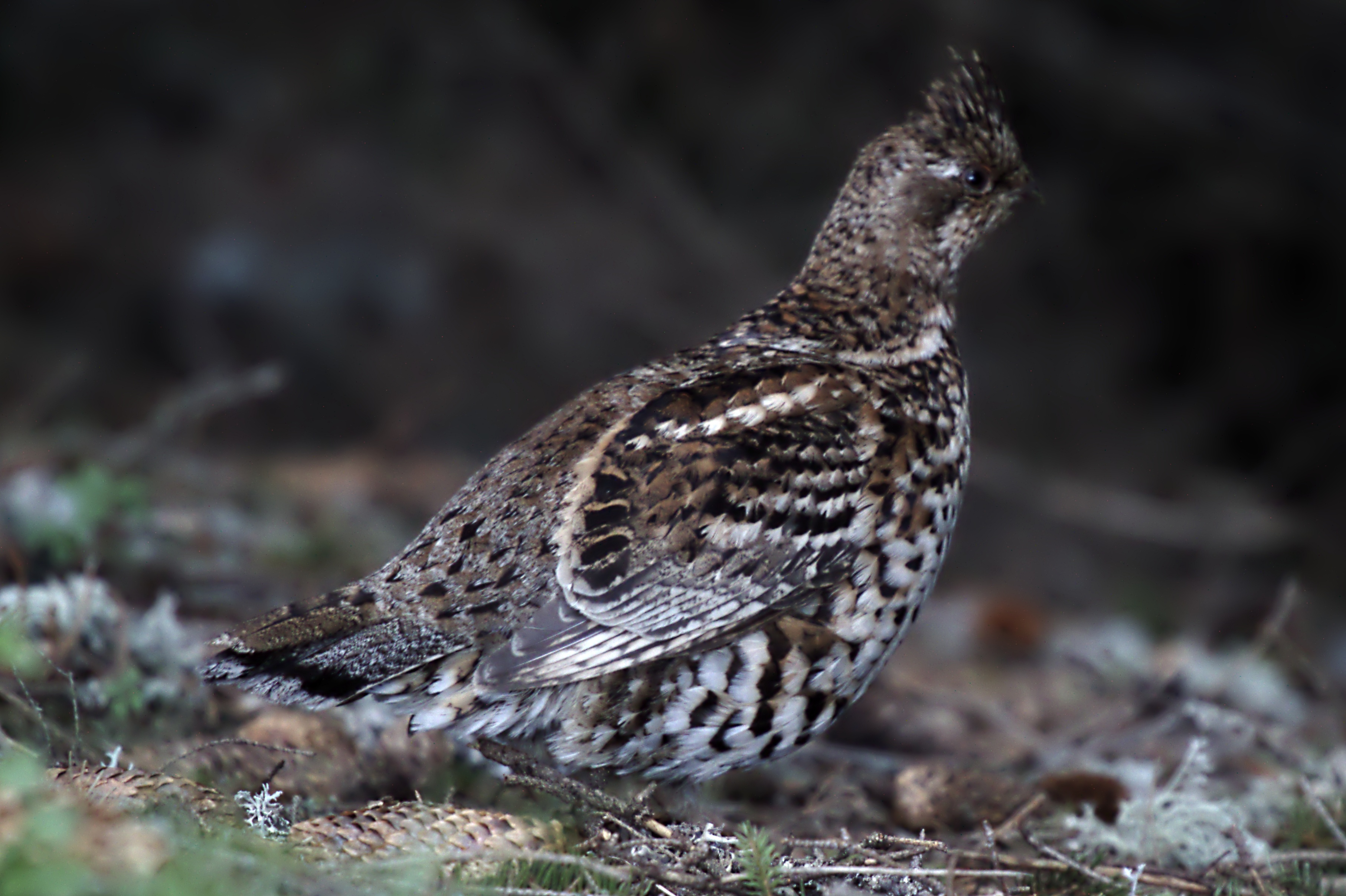
Ieruncă (Bonasa bonasia)
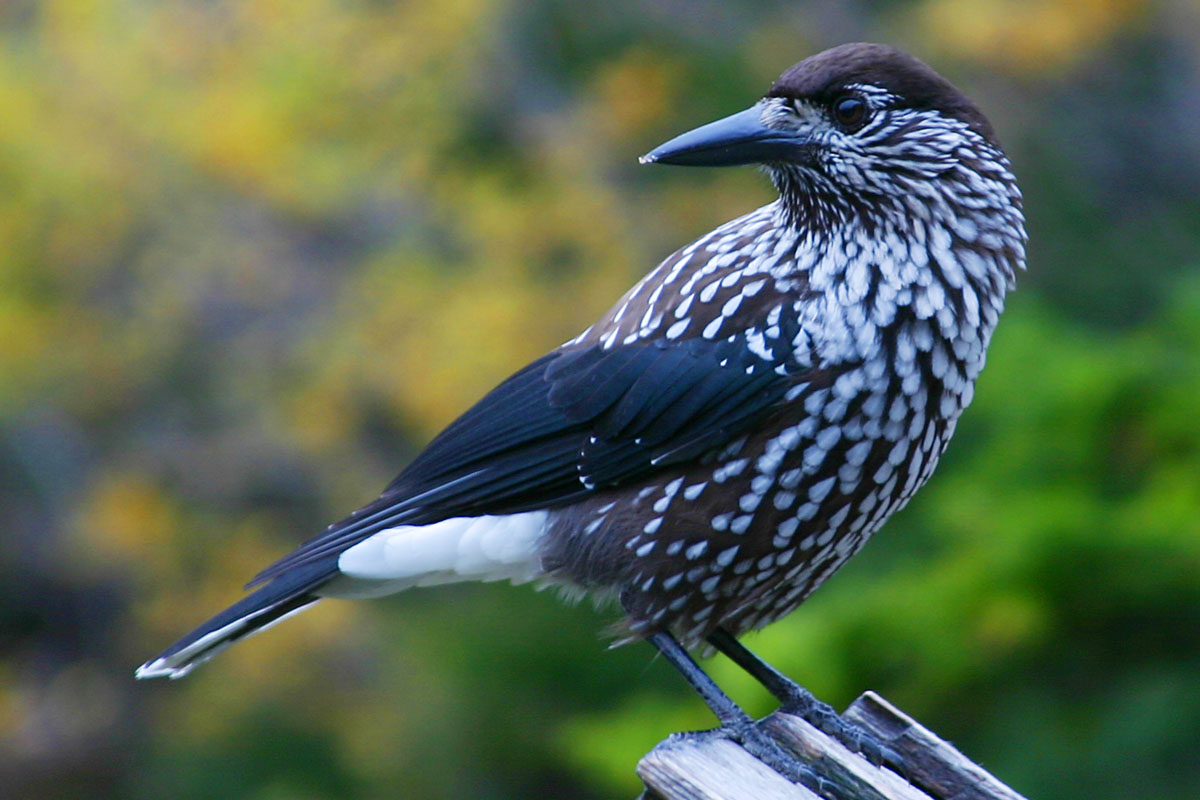
Alunar
(Nucifraga caryocatactes)

Dintre nevertebrate, se evidențiază o specie rară de Carabus (Carabus variolosus). Mamiferele din parc includ capra neagră de Tatra (Rupicapra rupicapra tatrica), specie endemică aflată pe lista IUCN de animale pe cale de dispariție. Se mai găsesc ursul brun (Ursus arctos), râsul (Lynx lynx), jderul (Martes), lupul cenușiu (Canis lupus), vulpea (Vulpes), liliacul cârn (Barbastella barbastellus), liliacul mic cu potcoavă (Rhinolophus hipposideros) și marmota alpină de Tatra (Marmota marmota latirostris). 

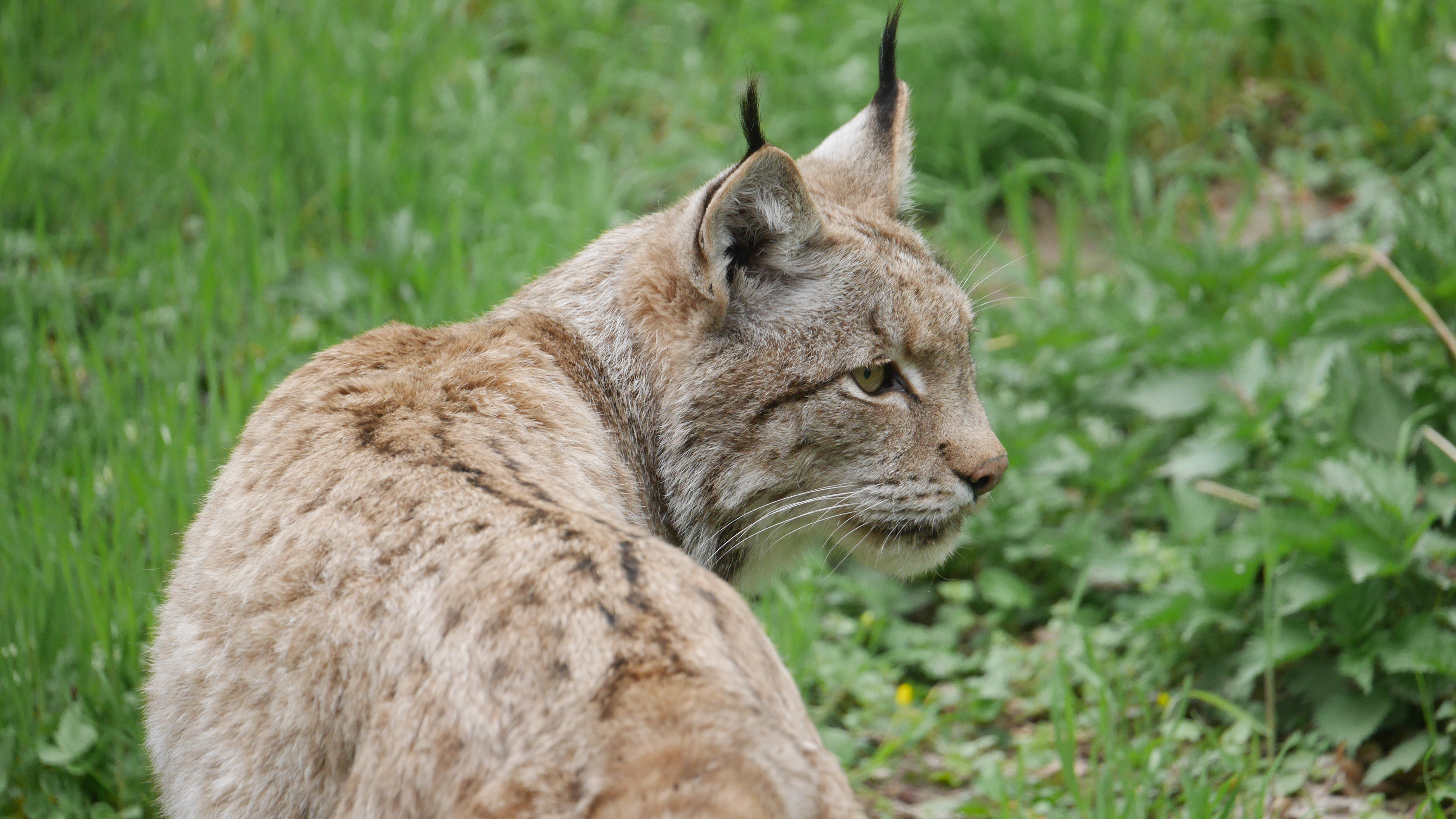
Râs eurasiatic (Lynx lynx)
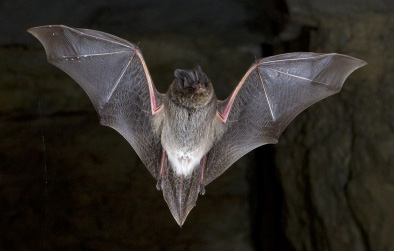
Liliac cârn (Barbastella barbastellus)
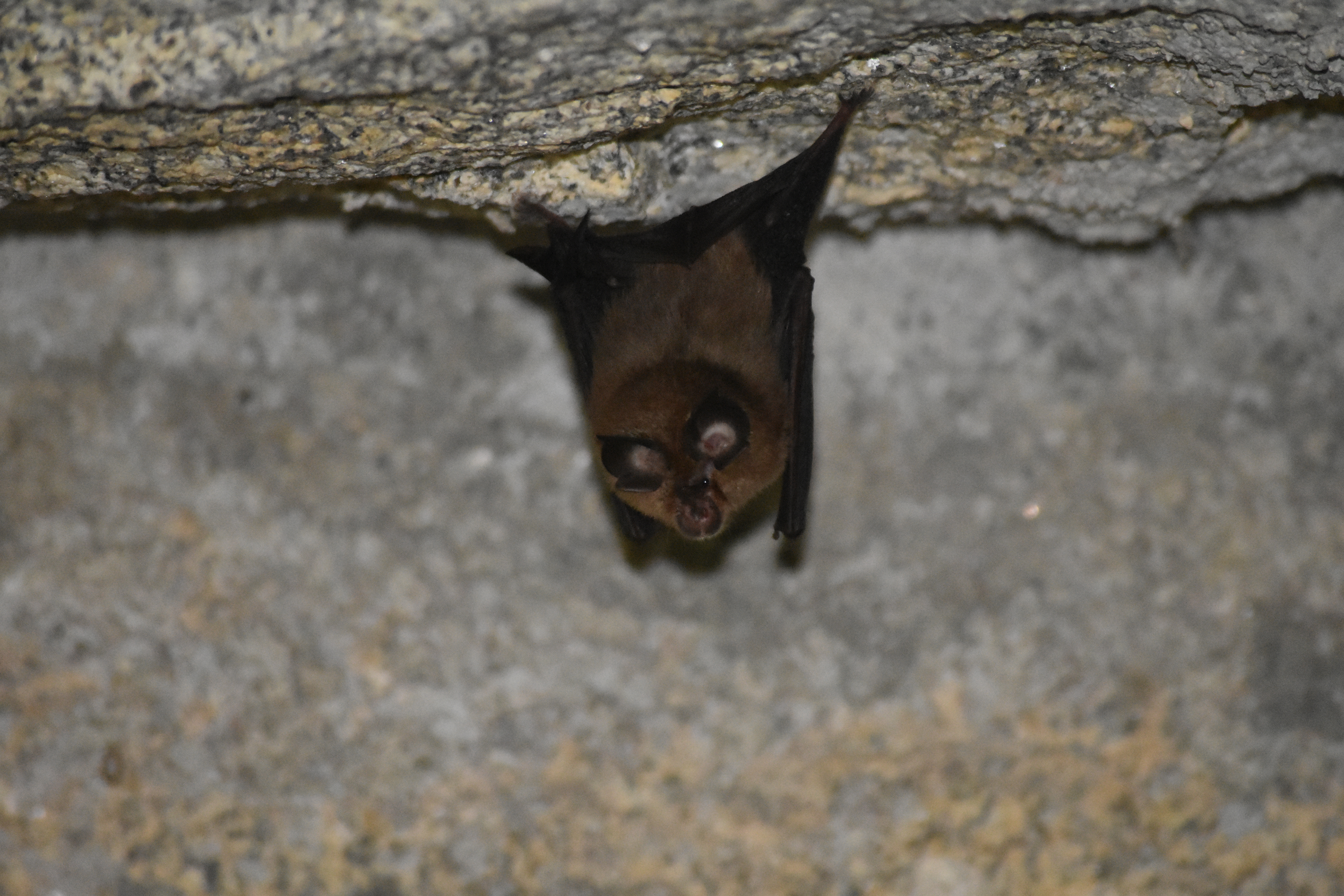
Liliac mic cu potcoavă (Rhinolophus hipposideros)
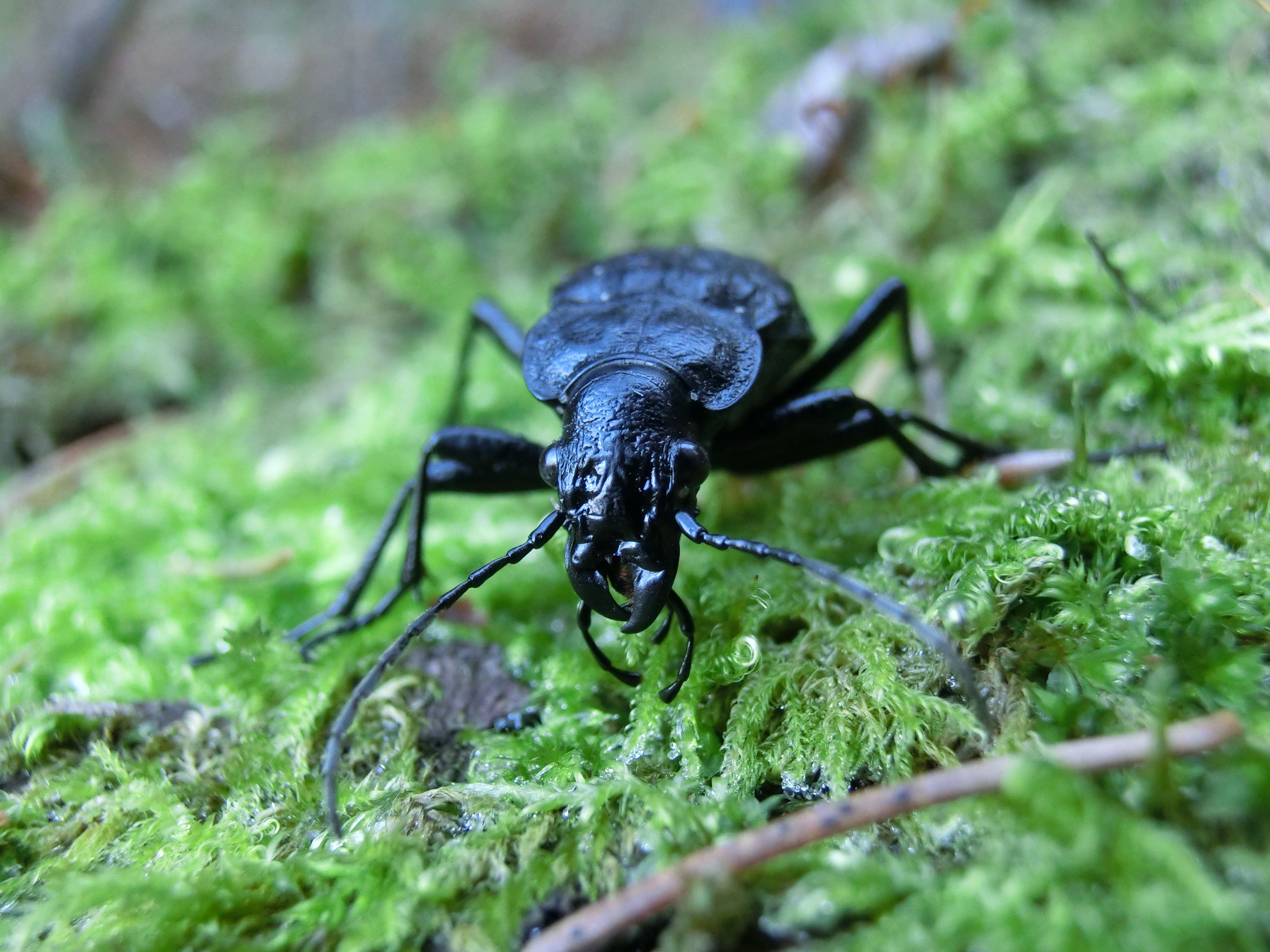
Carabus (Carabus variolosus)
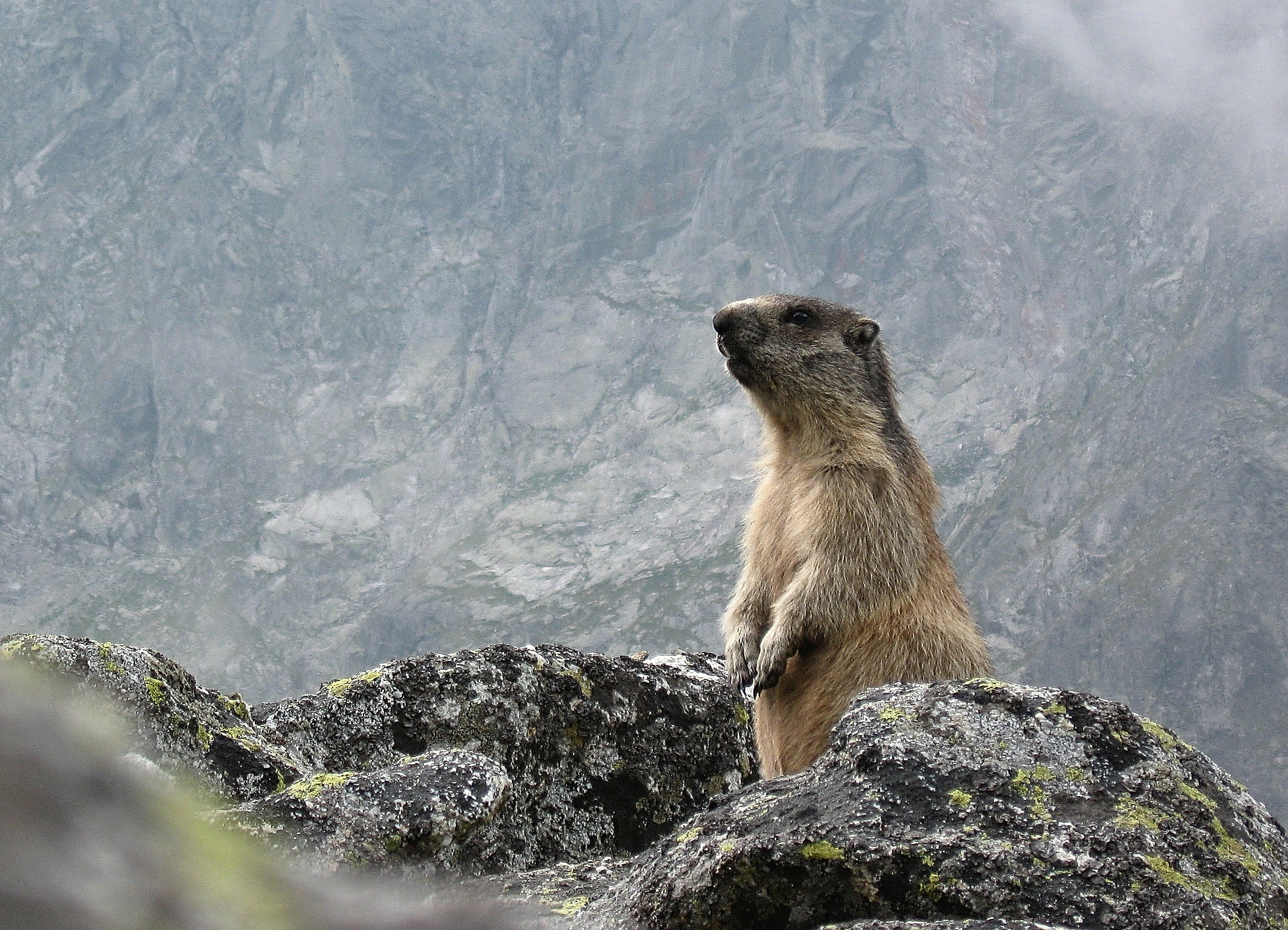
Marmotă alpină de Tatra
(Marmota marmota latirostris)

## Turism
Rysy este un munte din masivul Tatra Mare care se întinde pe granița dintre Polonia și Slovacia. Este cel mai înalt munte din Polonia și cel mai înalt munte din Tatra Mare care poate fi escaladat fără ghid. Există două abordări către vârful Rysy. Din Zakopane, Polonia, pe lângă lacul Morskie Oko până la vârf, un traseu mai dificil. Din Slovacia, de la Štrbské Pleso, care este un traseu mai ușor. Dacă se pornește către Rysy din partea slovacă, se poate ajunge pe vârful celui mai înalt munte din Polonia fără a călca efectiv pe teritoriul polonez.

### Trasee turistice
- Dinspre Polonia:
  - Zakopane - Rysy (2.499 m) - lungime: 25,9 km, diferență de nivel: 1.663 m, durată: 13:57 h. Ruta pornește din Zakopane (836 m) și străbate Parcul Național Tatra din Polonia. Se urmează inițial traseul verde  Kuźnicka Polana ↔ Nosal, iar de la Odejście na Nosalową Przełęcz (1.094 m) se continuă pe traseul albastru  Odejście na Nosalową Przełęcz ↔ Przełęcz między Kopami (Karczmisko) până la Nad Zmarzłym Stawem (1.766 m). De aici se urmează varianta mai scurtă a traseului galben  Kozia Przełęcz, odejście szlaku czerwonego ↔ Tablica S. Bronikowskiego, de unde se continuă pe traseul albastru  către lacul Morskie Oko, până la refugiul montan PTTK Morskie Oko (1.406 m), de unde se continuă până pe vârful situat pe graniță, aflat la o distanță de aproximativ 5 km, urmând traseul roșu  Czarny Staw Pod Rysami ↔ Rysy. Ruta constituie o ascensiune dificilă, unele secțiuni ale acesteia fiind închise în perioada de iarnă (1 decembrie-15 mai). Traseul este bine asigurat (360 de metri de lanțuri), dar parcurgerea sa necesită pregătire fizică și experiență turistică. De la Czarny Staw, panta medie a traseului este de până la 30 de grade, iar de la Morskie Oko, diferența de nivel depășește 1.100 de metri[8].

- Dinspre Slovacia:
  - Štrbské Pleso - Rysy (2.499 m) - lungime: 10,9 km, diferență de nivel: 1.327 m, durată: 4:56 h. Ruta pornește din stațiunea montană Štrbské Pleso (1327 m) și străbate Parcul Național Tatra din Slovacia. Se urmează inițial traseul albastru  Štrbské Pleso ↔ Liečebný Dom, Solisko, se continuă pe traseul roșu  Liečebný Dom, Solisko, rázc. ↔ Trigan (1.499 m), apoi pe traseul verde  Trigan ↔ Odbočka Zimnej cesty na Štrbské Pleso (1.515 m) și pe traseul albastru  Odbočka Zimnej cesty na Štrbské Pleso ↔ Nad Žabím potokom (1.620 m). Ruta urmează traseul roșu  Nad Žabím potokom ↔ Chata pod Rysmi (2.250 m), de unde continuă până pe vârful situat pe graniță, aflat la o distanță de aproximativ 0,9 km, trecând pe la est de vârfurile Rysy sud-estic (2.472 m) și Rysy mijlociu (2.501 m). Ruta include secțiuni care sunt închise în perioada de iarnă (1 noiembrie-31 mai).
  - Hotel Popradské pleso - Rysy (2.499 m) - lungime: 5,8 km, diferență de nivel: 999 m, durată: 3:25 h. Ruta pornește de la hotelul Popradské pleso, urmează traseul albastru  Rázcestie nad Popradským plesom ↔ Nad Žabím potokom, apoi traseul roșu  Nad Žabím potokom ↔ Chata pod Rysmi, de unde continuă până pe vârful situat pe graniță, aflat la o distanță de aproximativ 0,9 km. Și această rută include secțiuni care sunt închise în perioada de iarnă (1 noiembrie-31 mai).

### Cabane montane
- În Polonia:
  - Refugiul montan Dolina Pięciu Stawów Polskich (în poloneză Schronisko PTTK w Dolinie Pięciu Stawów Polskich, 1.672 m). Construită în 1954 pe malul lacului Przedni (Przedni Staw Polski), cabana are o capacitate de 67 de locuri în 13 camere cu 2, 4, 7, 8, și 10 paturi, fiind cabana din secțiunea poloneză a munților Tatra aflată la cea mai mare altitudine.
  - Refugiul montan Morskie Oko (în poloneză Schronisko PTTK przy Morskim Oku, 1.406 m). Constă în două clădiri, cabana veche, construită în 1874, distrusă de un incendiu în 1898, ulterior refăcută, și cabana nouă, construită în 1907 și inaugurată în 1908. Cabana veche (Wozownia) oferă 43 de locuri de cazare în 3 dormitoare, fiind cel mai vechi refugiu montan existent în munții Tatra polonezi. Cabana nouă, renovată și modernizată de mai multe ori, oferă 36 de locuri de cazare în 8 camere cu 3, 4, 5 și 6 paturi.
  - Refugiul montan Murowaniec (în poloneză Schronisko PTTK Murowaniec, 1.505 m). Inaugurată în 1925, cabana oferă 110 locuri de cazare în camere de 2, 3, 4, 5, 6, 8 și 10 paturi.
  - Refugiul montan Dolina Roztoki (în poloneză Schronisko PTTK w Dolinie Roztoki, 1.031 m). Refugiul montan este al doilea adăpost polonez construit în Munții Tatra la inițiativa Societății Tatra. Construcția a fost finalizată în 1876, iar în perioada 1911-1912 în locul primei clădiri a fost construit un nou adăpost, mai mare, care a fost extins de mai multe ori în perioada interbelică. Situat într-o locație izolată, pe valea râului Roztoka, departe de traseele principale, adăpostul oferă peste 70 de locuri de cazare în camere de 2, 3, 4, 5, 6, 8 și 9 paturi.

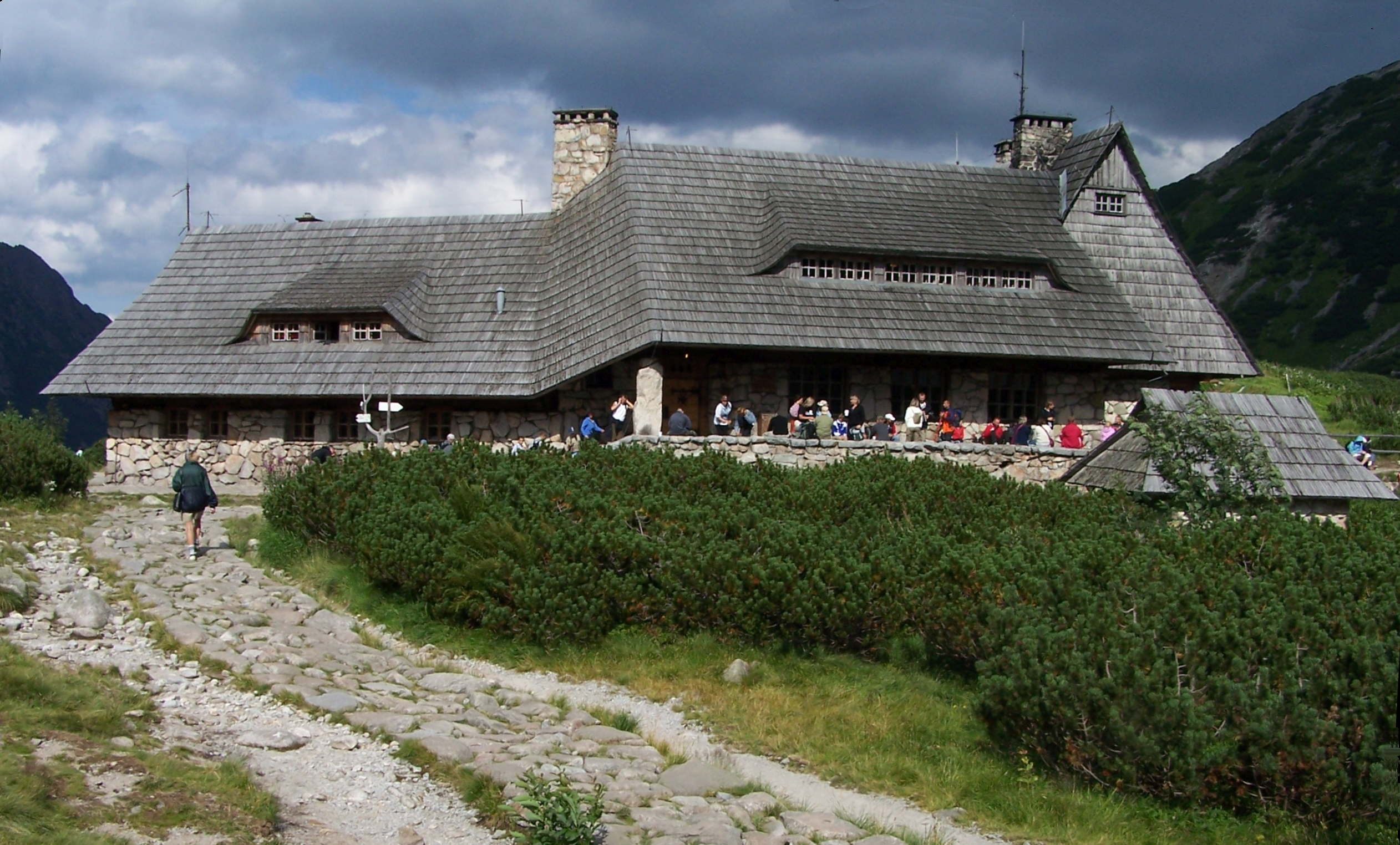
Cabana Dolina Pięciu Stawów Polskich
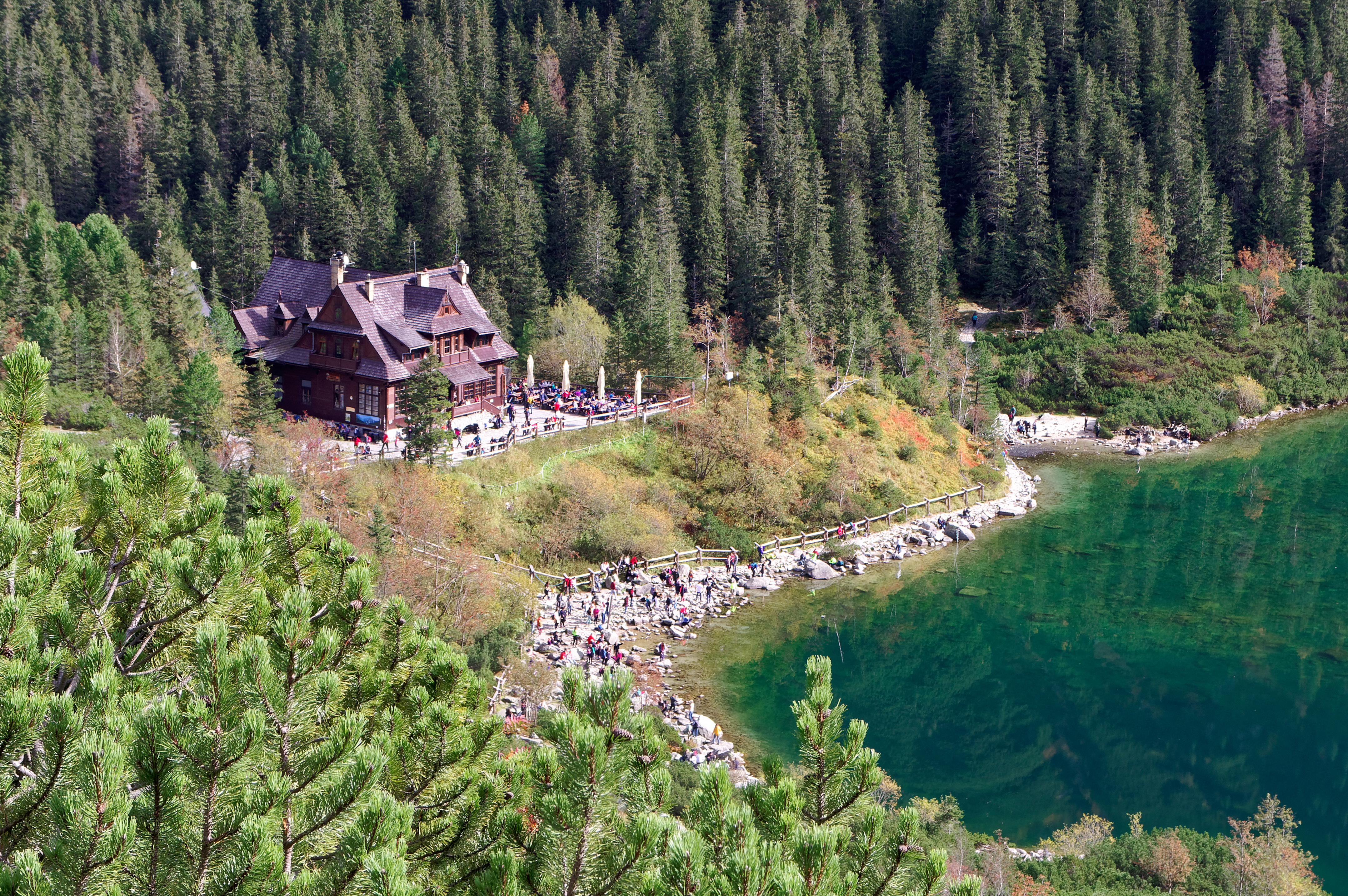
Cabana Morskie Oko
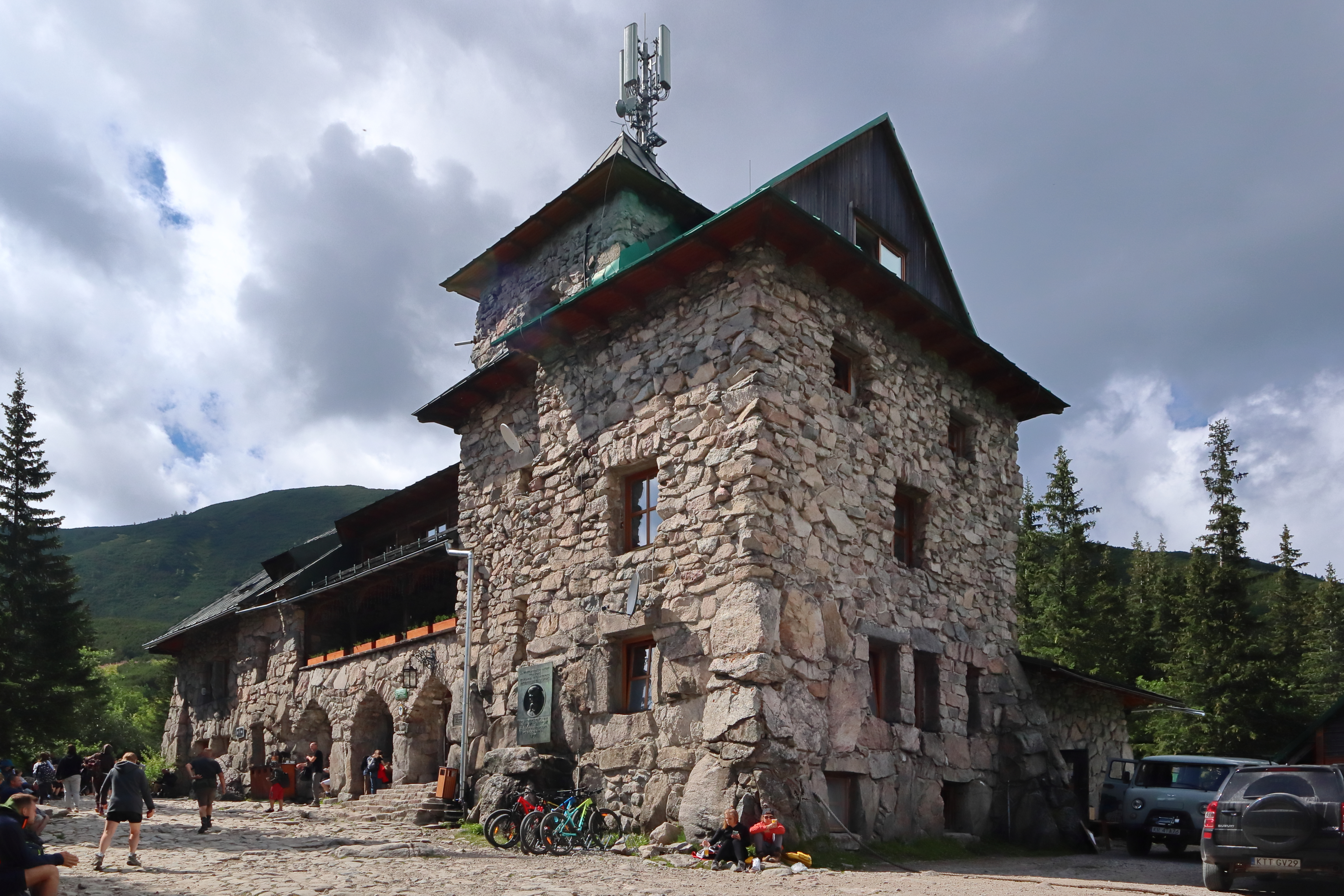
Cabana Murowaniec
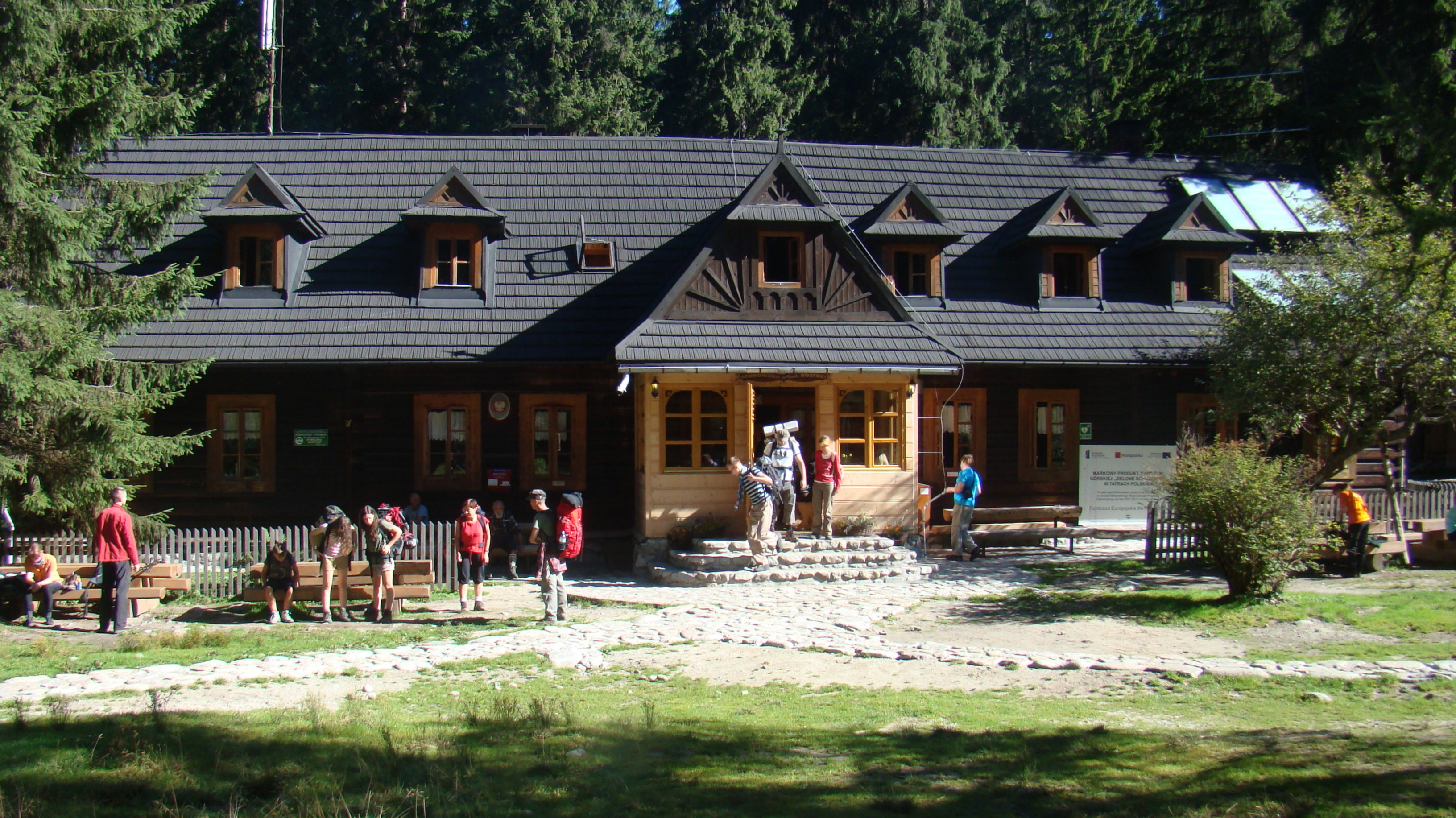
Cabana Dolina Roztoki

- În Slovacia:
  - Cabana Chata pod Rysmi (2.250 m). Cu o capacitate de 30 de locuri, este cabana din munții Tatra aflată la cea mai mare altitudine. Construită în 1933 în valea Váha, a fost distrusă de mai multe ori de avalanșe de piatră și zăpadă. Este deschisă doar în sezonul de vară (de la 1 iunie până la 31 octombrie).
  - Hotelul montan Popradské pleso (1.500 m). Situat pe malul lacului omonim (Popradské pleso), hotelul deține camere cu 2, 3 sau 4 paturi, dar și camere comune cu 6, 8 sau 18 paturi.
  - Hotelul Sliezsky dom (1.667 m). Situat pe malul lacului Velické (Velické pleso), hotelul deține 44 de camere cu 2 și 3 paturi, cu o capacitate totală de 125 de locuri. În imediata apropiere se găsește un hostel cu 12 paturi.

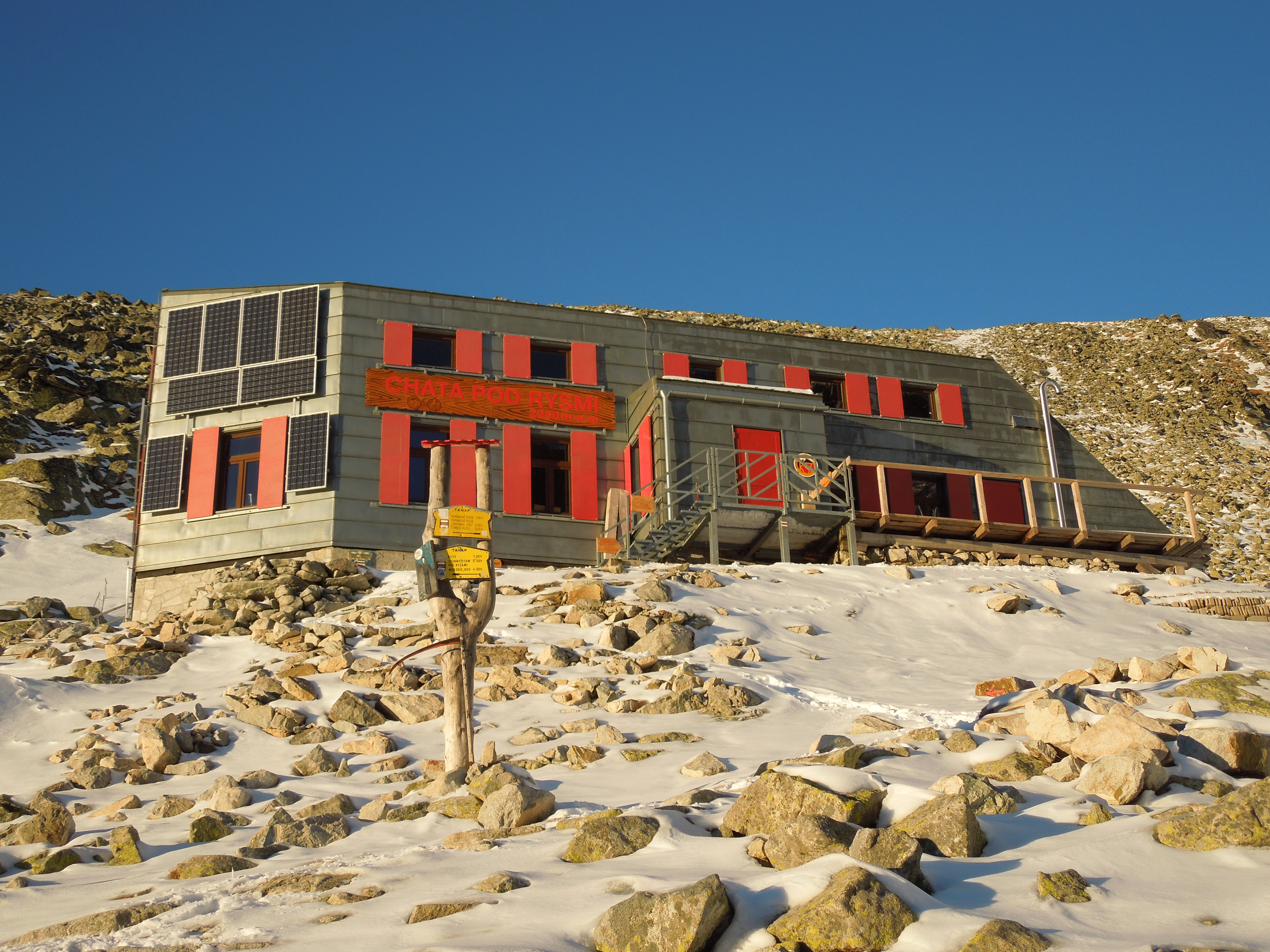
Cabana Chata pod Rysmi
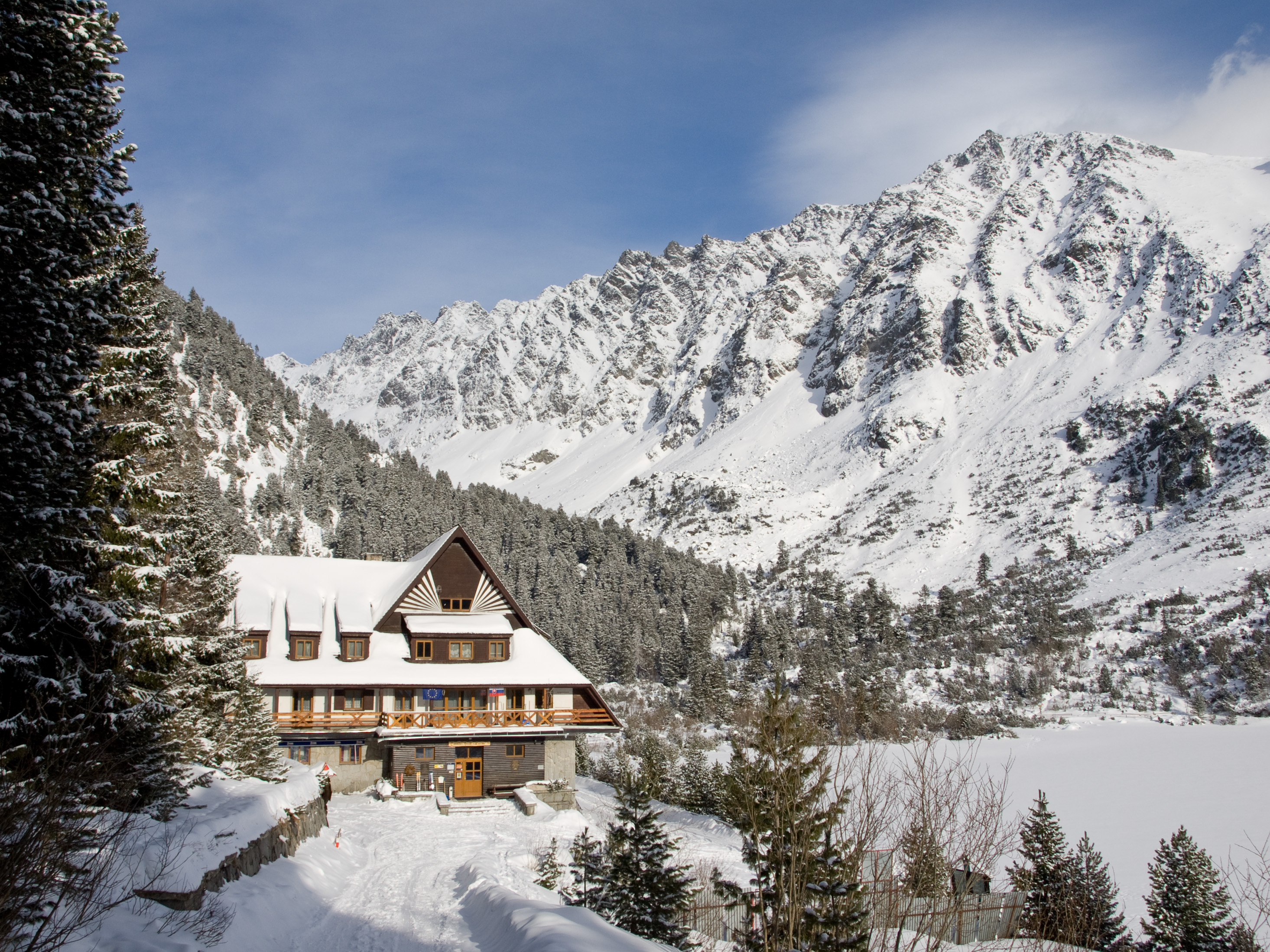
Cabana Popradské pleso
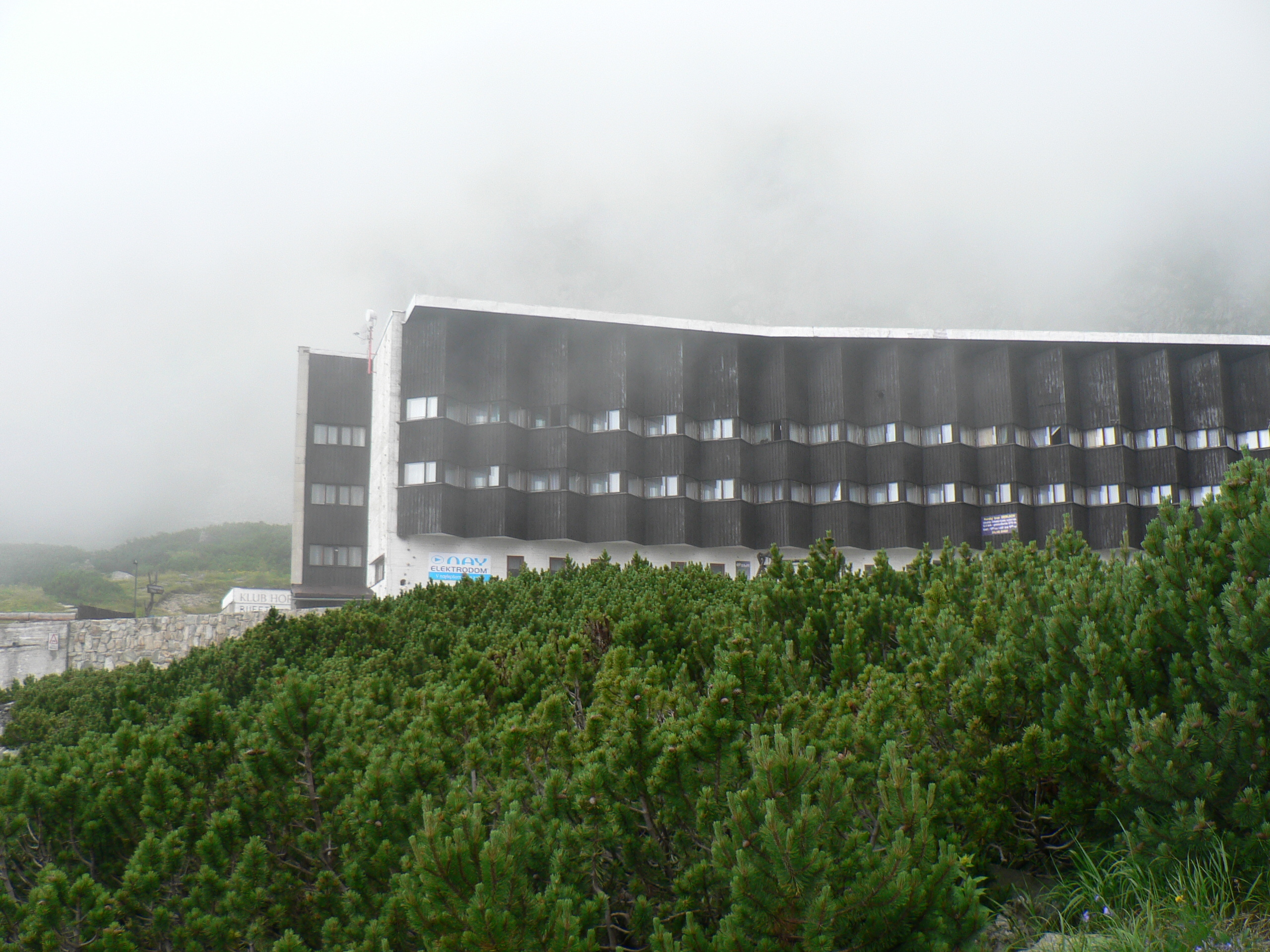
Hotelul Sliezsky dom

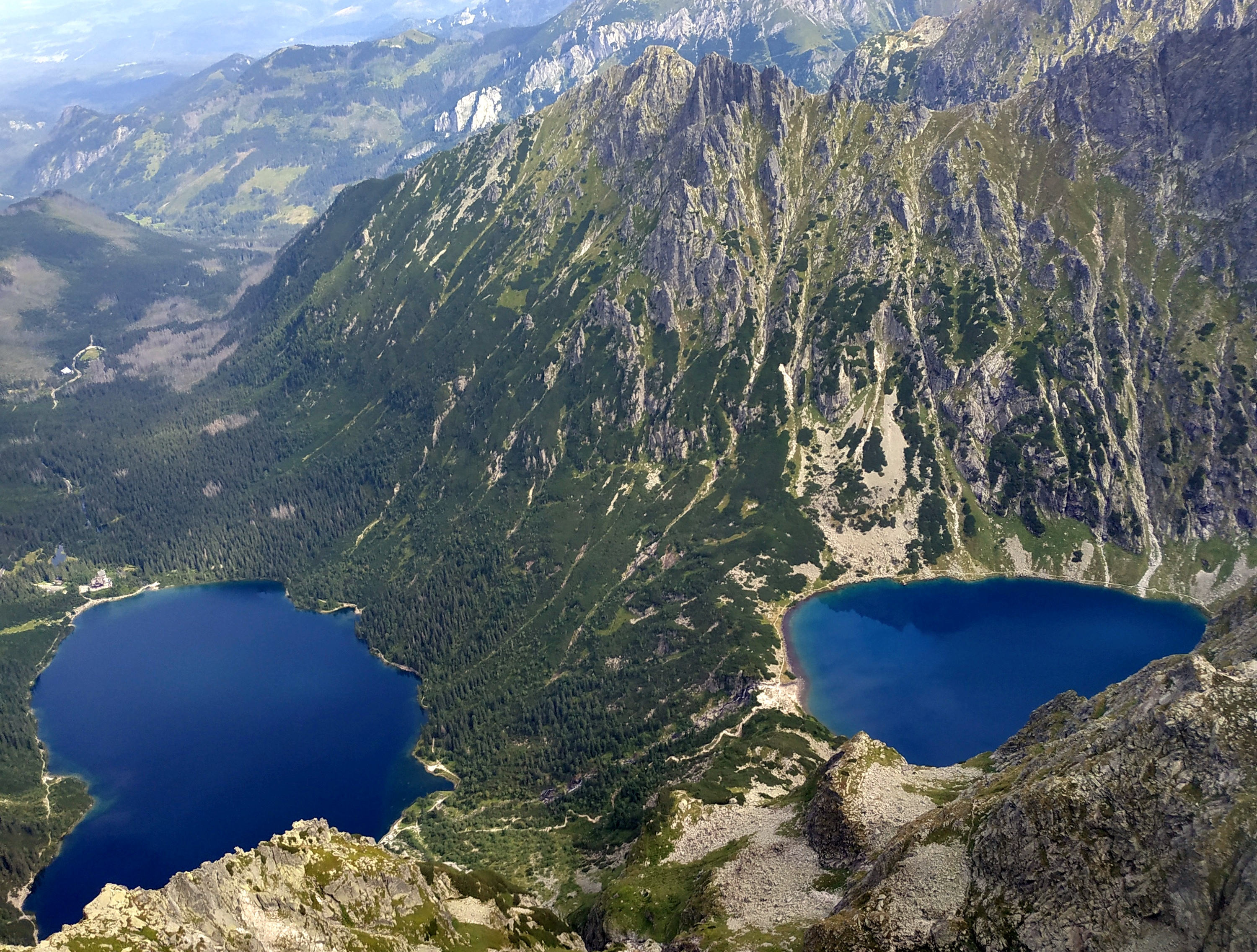
Lacurile Czarny Staw și Morskie Oko
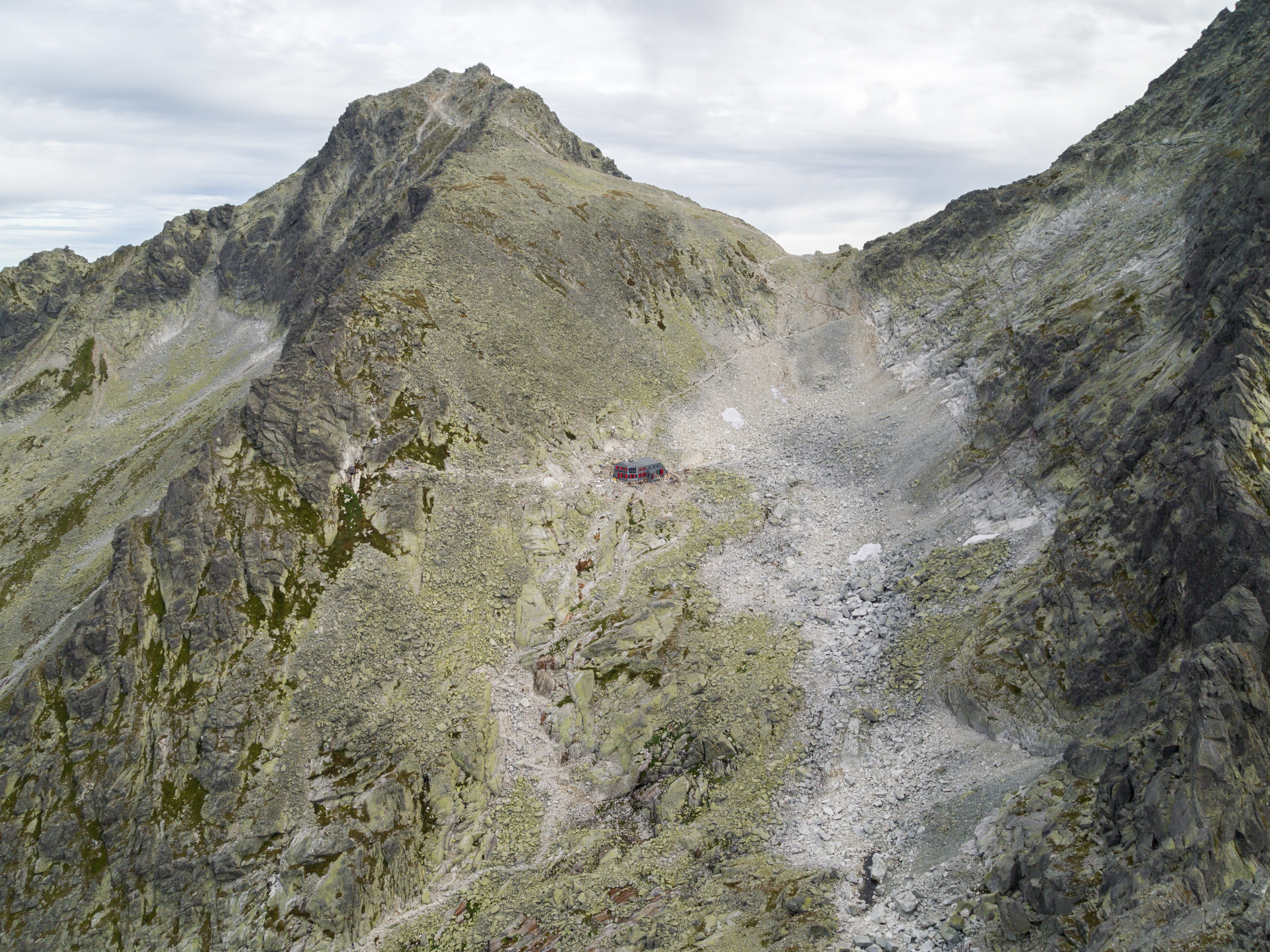
Cabana Chata pod Rysmi din valea Váha
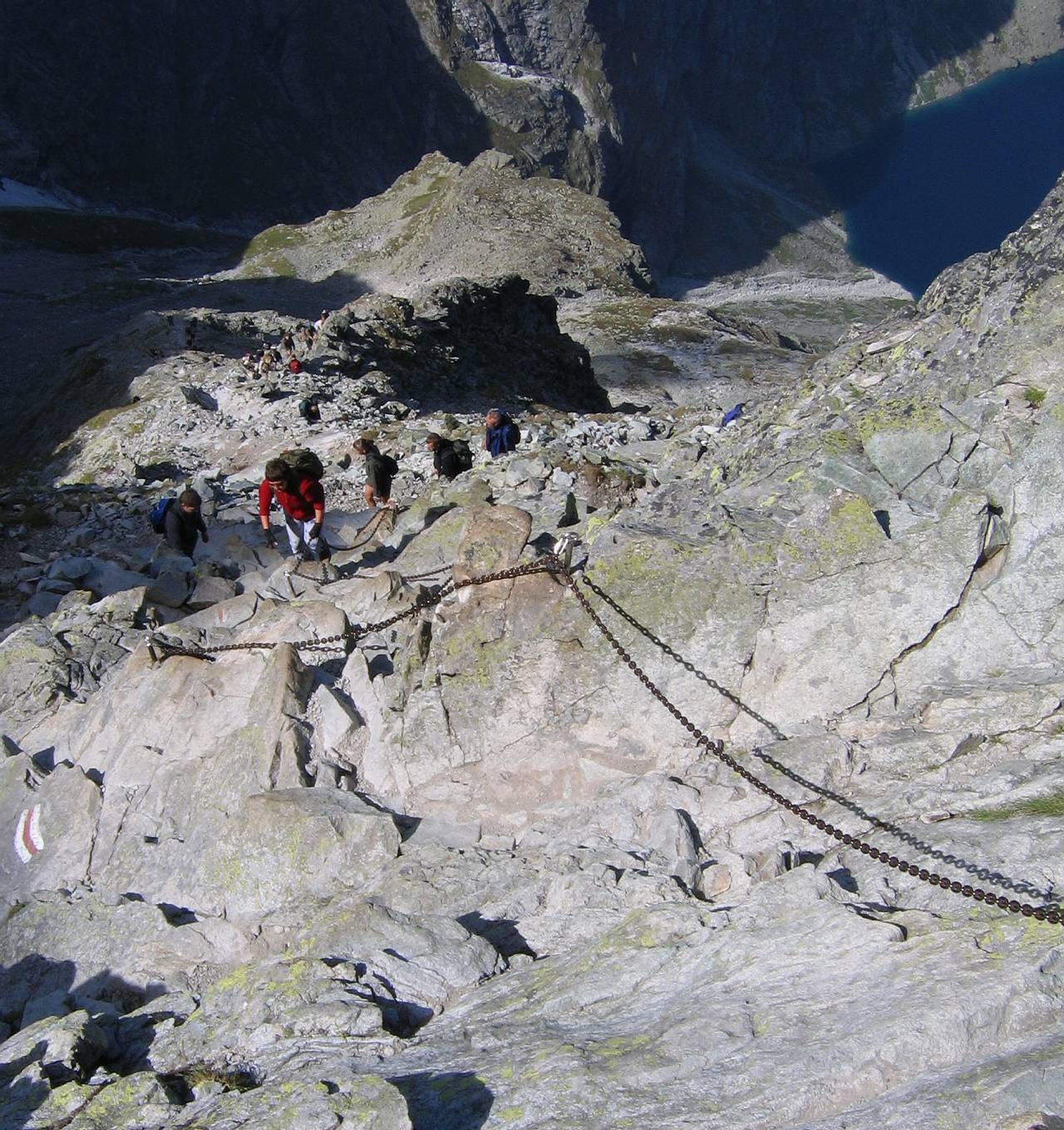
Secțiune a traseului spre vârful Rysy
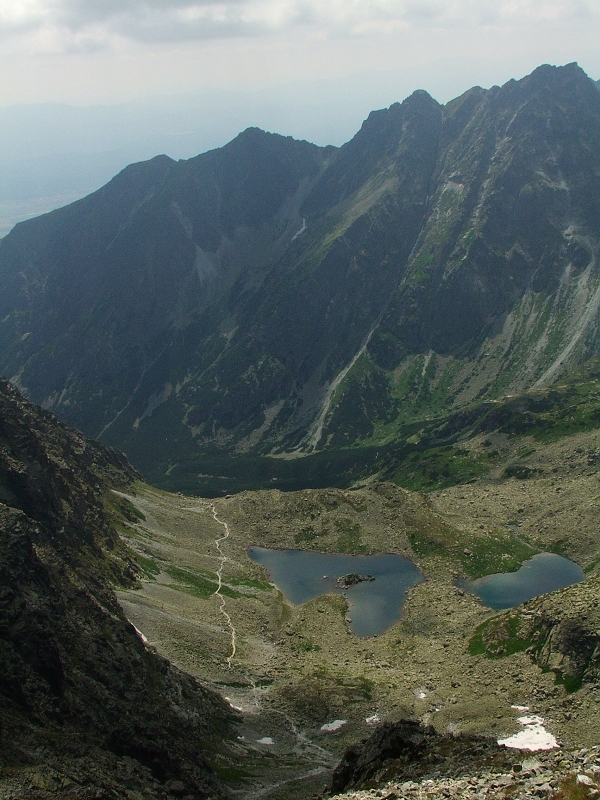
Ruta poloneză prin valea Mięguszowiecka
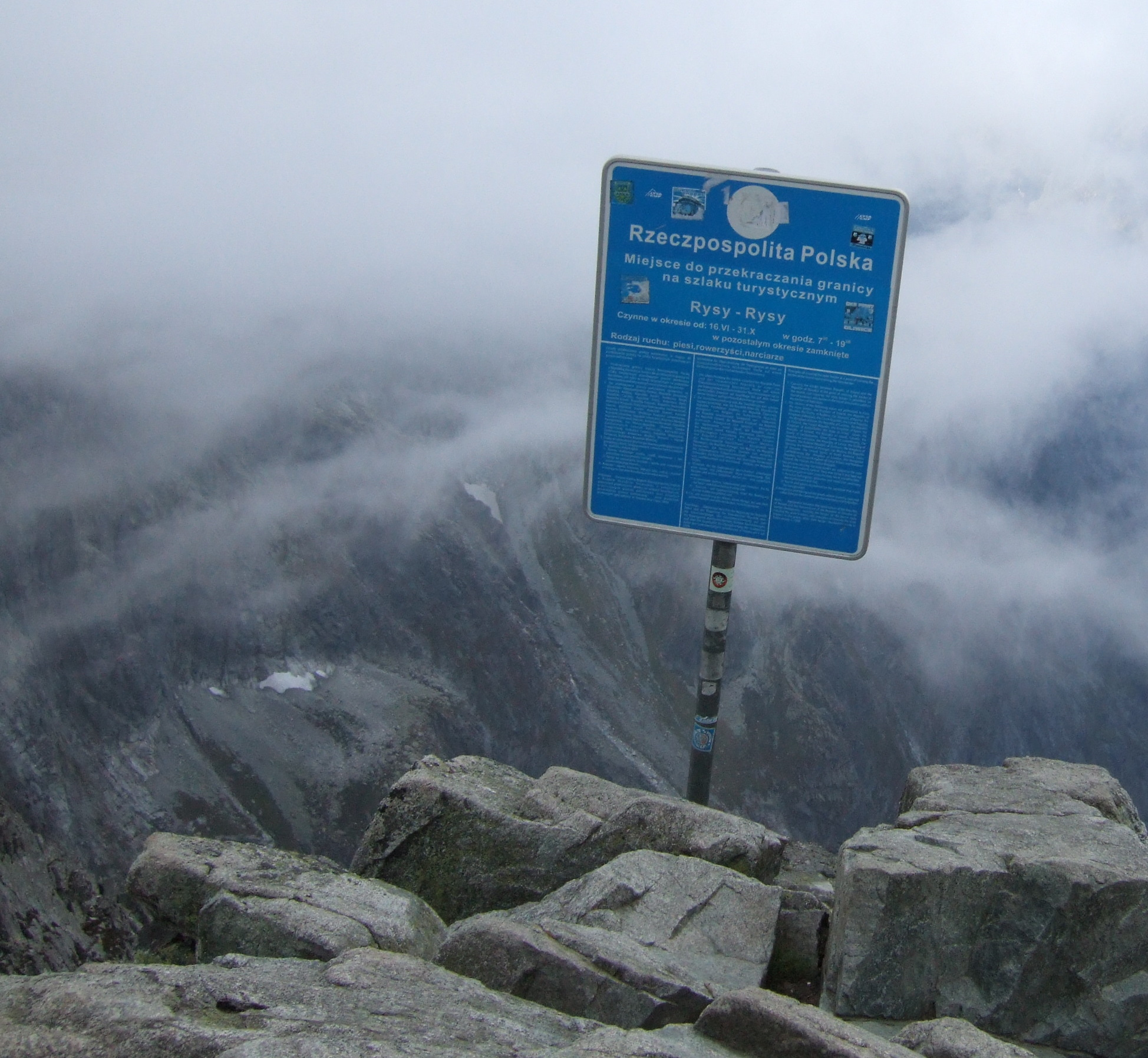
Panou pe granița polono-slovacă
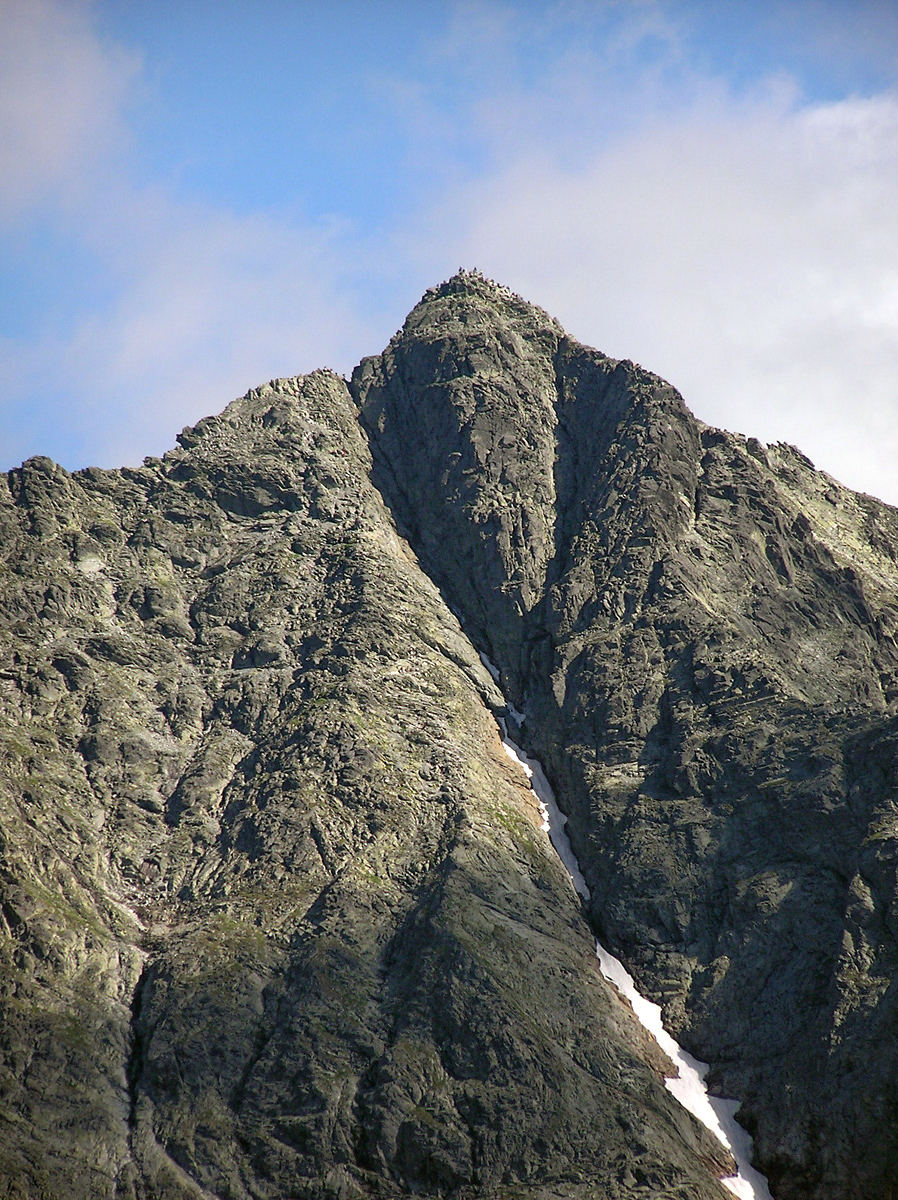
Vârful nord-vestic Rysy (2.499 m) dinspre Polonia
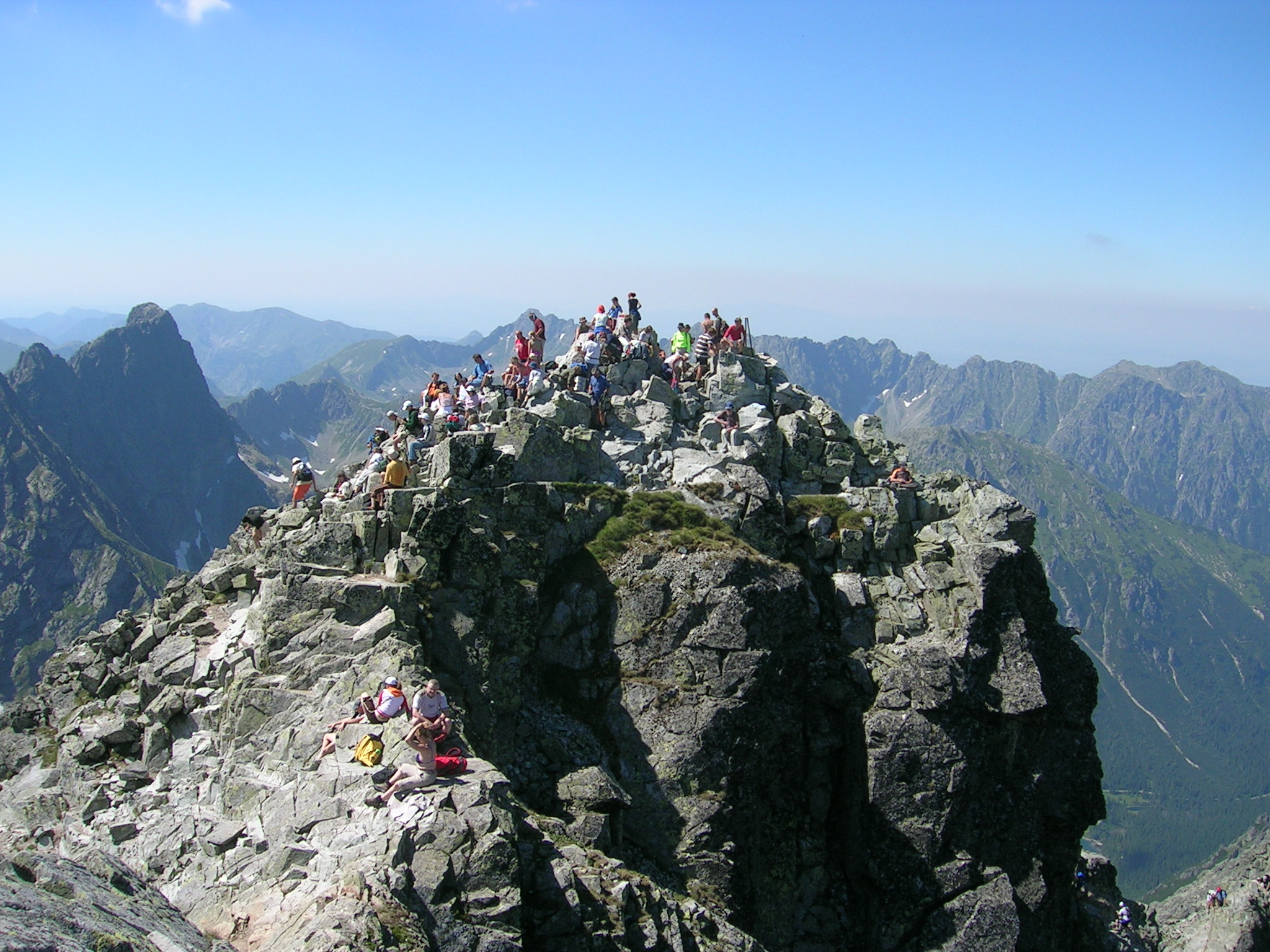
Vârful nord-vestic Rysy (2.499 m) dinspre Slovacia